# Nacistické Německo
Jako nacistické Německo se označuje německý stát v době vlády nacistické strany, tedy od roku 1933, kdy byl 30. ledna Adolf Hitler jmenován německým kancléřem a v březnu 1933 převzal diktátorské pravomoci, do kapitulace Německa na konci druhé světové války 8. května 1945. Oficiální název státu byl do roku 1943 Německá říše (německy Deutsches Reich) a posléze do jeho zániku roku 1945 Velkoněmecká říše (německy Großdeutsches Reich). K dalším užívaným označením nacistického Německa patří pojmy třetí říše, „národně socialistický stát“ či „vůdcovský stát“.
Adolf Hitler se 30. ledna 1933 dostal legálně k moci, když byl dosazen do funkce říšského kancléře prezidentem tehdejšího Německa Paulem von Hindenburgem. Na začátku své vlády předsedal koaličnímu kabinetu, ale poměrně záhy se mu podařilo od vlády odstavit ty členy kabinetu, kteří nebyli členy nacistické strany. Po uchopení moci se povedlo nacistickému režimu opět postavit ekonomiku na nohy a ukončit vysokou nezaměstnanost pomocí masových investic do zbrojení. Návrat ekonomické prosperity vedl k nárůstu popularity režimu mezi německým obyvatelstvem, což se projevilo oddaností Němců režimu.
Opozice z řad liberálů, socialistů a komunistů byla tvrdě potlačována tajnou státní policií gestapem pod patronací Heinricha Himmlera. Nacistická strana postupně ovládla soudy, místní vlády a všechny občanské organizace kromě protestantských a katolických, které však byly také potlačovány. Veřejné mínění v Říši utvářelo ministerstvo propagandy vedené Josefem Goebbelsem, který k tomu využíval masmédia, film a uhrančivé Hitlerovy projevy. Státní aparát se snažil vykreslit Hitlera jako vůdce německého lidu (Führer) a k tomu účelu mu předával do ruky veškerou výkonnou moc.
Na začátku existence nacistického Německa zaujal Hitler zahraniční politiku strachu a vydírání, vznášel zdánlivě důvodné požadavky na sousední země, kterým v případě neplnění vyhrožoval válkou. Když se ho pokusili protivníci uklidnit ústupky, přijal je a zaměřil se na další oblast. Tímto postupem se mu podařilo získat značné území, aniž by to vedlo k válce (např. Mnichovská dohoda a odstoupení československého pohraničí Německu v roce 1938). Agresivní politika Německa vedla k vypovězení Versailleské smlouvy a od roku 1935 se Německo začalo znovu vyzbrojovat. Téhož roku si opět připojilo Sársko,[zdroj?] o rok později remilitarizovalo Porýní, vytvořilo spojenectví – Osu – s fašistickou Itálií pod vládou Benita Mussoliniho, poslalo pomoc Frankovu fašistickému Španělsku, anektovalo Rakousko v roce 1938 a obsadilo již zmiňované československé pohraničí a později i zbytek Československa. Neustále rostoucí územní nároky vyvrcholily 1. září 1939 invazí do Polska, načež Francie a Velká Británie vyhlásily nacistickému Německu válku, čímž oficiálně začala druhá světová válka – o něco dříve, než se nacisté připravili nebo očekávali.
Během války se nacistickému Německu podařilo obsadit velkou část Evropy od Francie až téměř po Moskvu v tehdejším Sovětském svazu, dále od Norska na severu až po rozsáhlé pouštní oblasti v severní Africe na jihu. Na většině okupovaných území se nacisté pokusili zavést „Nový pořádek“. Současně začalo docházet k masovým persekucím neněmeckého obyvatelstva, vyvražďování Slovanů, Romů a Židů, pro které se vžil termín holokaust. Během tohoto období zemřely miliony lidí. Později, v průběhu války, se začala situace na frontě obracet v neprospěch Německa, což v důsledku vedlo k jeho porážce. Druhá světová válka v Evropě skončila 8. května 1945 kapitulací Německa západním spojencům a Sovětskému svazu.

## Dějiny

### Nástup k moci
Nacistické Německo vyrostlo na základech národního ponížení, hanby a vzteku vycházejících ze znění Versailleské smlouvy z roku 1919, které Německu vnutily vítězné mocnosti po první světové válce. Tato smlouva rozhodla o jednoznačné zodpovědnosti Němců za rozpoutání války a jako následcích za toto rozpoutání o trvalé ztrátě či demilitarizaci některých území, nutnost platit reparace v penězích a ve zboží a příkazu na redukci německé armády. Mezi další příčiny nárůstu popularity nacistické ideologie patřily nárůst nacionalismu v německé populaci a myšlenky na vybudování „Velkoněmecké říše“, která měla trvat tisíc let, občanské nepokoje a komunistické puče, hyperinflace ve Výmarské republice, celosvětová hospodářská krize probíhající ve 30. letech 20. století a nárůst síly komunismu v Německu. Všechny tyto důsledky vedly k tomu, že voliči frustrovaní prací politických stran začali stále více volit strany na levém či pravém okraji politického spektra – extrémisty, zejména nacistickou stranu Německa.

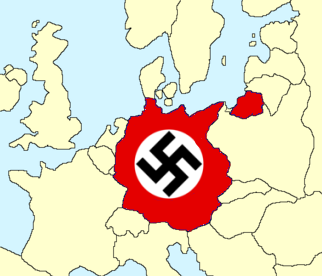
Rozsah nacistického Německa před druhou světovou válkou

Nacisté slibovali silnou, autoritativní vládu namísto neefektivních parlamentních republikánů, občanský mír, socialismus, radikální ekonomickou politiku s plnou zaměstnaností, navrácení „tradičních hodnot“ a hrdosti, rasovou čistotu. To všechno ve jménu národní jednoty a solidarity namísto rozdrobené demokratické společnosti. Vystupovali za znovuvyzbrojení Německa, odmítnutí reparací a znovuobsazení území ztracených Versailleskou smlouvou. Propagovali názor, že Versailleská smlouva byla zrada způsobená liberální demokracií Výmarské republiky, která připravila Německo o národní hrdost, vlivem konspirace Židů, jejichž úkolem bylo docílit národní nejednotnosti a otrávení německé krve. K tomuto cíli využívala nacistická propaganda Dolchstoßlegende, která hlásala, že první světovou válku neprohrála německá armáda, ale že porážka byla způsobena zradou civilistů v zázemí.
V období od roku 1925 do 30. let 20. století se německá vláda změnila z demokratické na konzervativně-nacionalistickou autoritativní vládu pod vedením Paula von Hindenburga, považovaného za válečného hrdinu z první světové války, kterému se nelíbil liberálně demokratický stát Výmarské republiky a který chtěl z Německa vytvořit stát autoritativní. Přirozeným spojencem Hindenburga pro vytvoření autoritativní vlády byla Německá národně lidová strana (Deutschnationale Volkspartei, DNVP), která zastávala pozici nacionalistů, ovšem po roce 1929 vlivem nastupující ekonomické krize čelila odlivu mladých a více radikálních sympatizantů k myšlence revoluce zosobňovanou NSDAP. Tato strana taktéž sloužila jako protiváha narůstající popularitě komunismu v Německu. Ke všemu středoví politici ztráceli podporu, jak voliči přecházeli k extrémní levici či pravici, což ještě více ztěžovalo vytvoření většinové vlády v parlamentu.

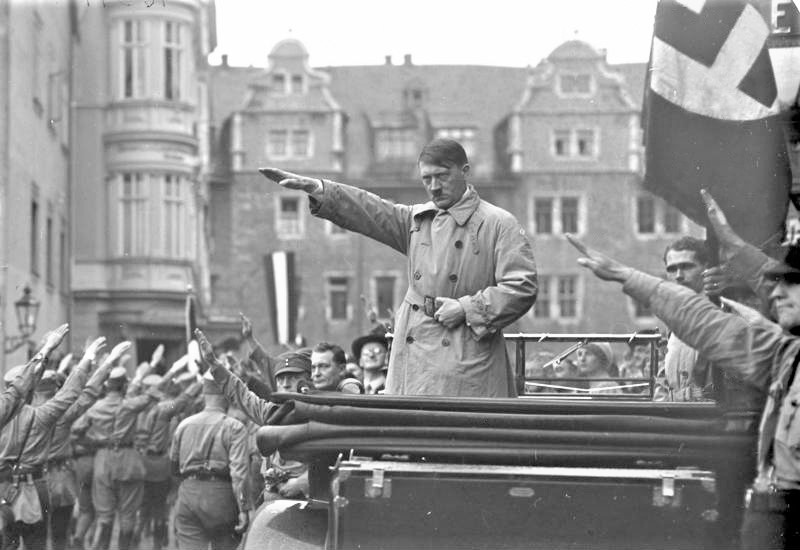
Adolf Hitler a Rudolf Hess ve Výmaru na fotografii z roku 1930

V roce 1928, po odeznění hyperinflace z let 1922–1923, proběhly v Německu spolkové volby, ve kterých nacisté získali pouze 12 křesel, tj. 1,9 % poslaneckých mandátů. O dva roky později ve spolkových volbách vyhlášených po rezignaci kancléře Heinricha Brüninga dne 14. září 1930 a krachu akciových trhů v USA dostali nacisté již 6 400 000 hlasů (17,5 %), což jim zajistilo 107 poslaneckých mandátů a NSDAP se stala druhou nejsilnější stranou v Reichstagu. V červenci 1932 se konaly další spolkové volby, ve kterých nacisté získali 230 křesel, čímž se stali nejpočetnější politickou stranou působící v Reichstagu. Prezident Hindenburg se zdráhal předat moc do rukou Hitlera, nicméně dřívější kancléř Franz von Papen uzavřel s Hitlerem dohodu mezi NSDAP a DNVP, která umožnila Hitlerovi stát se říšským kancléřem. Dne 30. ledna 1933 jmenoval Hindenburg Hitlera kancléřem Německa poté, co skončila neúspěchem snaha generála Kurta von Schleichera o vytvoření stabilní vlády. Hitler začal na Hindenburga vyvíjet nátlak prostřednictvím jeho syna Oskara von Hindenburga a intrik s Papenem, který sledoval vlastní zájmy. Von Papen předpokládal, že z pozice vicekancléře udrží nacisty jako minoritní část vlády a že bude schopen kontrolovat Hitlera. Tento stav byl způsoben tím, že i když NSDAP vyhrála oboje volby v roce 1932, nikdy nezískala většinu hlasů, která by jí umožnila samostatnou vládu nebo alespoň vládu ve spojení s DNVP.

### Upevňování moci

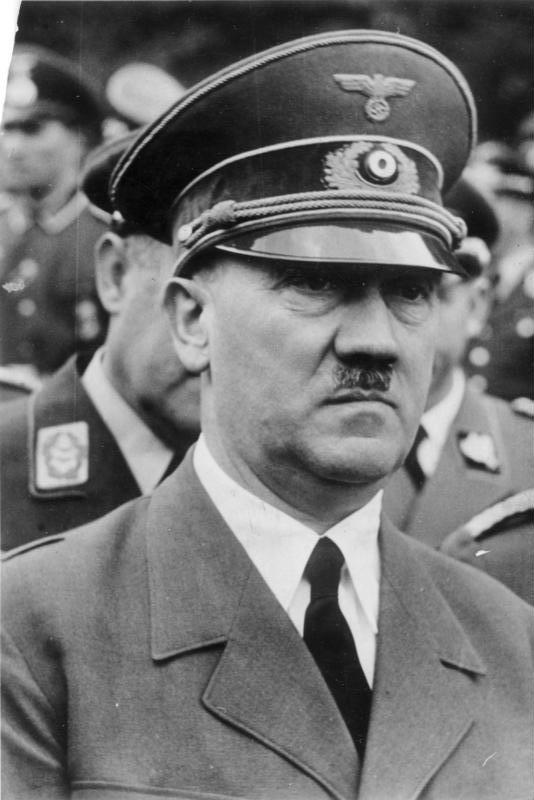
Nacistický vůdce Adolf Hitler na fotografii z roku 1937

Hitlerovým nástupem k moci započala etapa nacionálně socialistického uchopení moci. Již 28. února 1933 bylo po požáru budovy Říšského sněmu, ze kterého Hitler obvinil komunisty, vydáno nařízení, kterým byla zrušena základní lidská práva obsažená ve výmarské ústavě. Komunistická agitace byla zakázána a komunistická strana byla zanedlouho postavena mimo zákon.
Kolem 10 000 sociálních demokratů a komunistů bylo zatčeno a uvězněno a mnozí z nich popraveni. Na základě zmocňovacího zákona z března téhož roku převzala vláda veškerou politickou moc. Zmocňovacím zákonem Hitler legálním způsobem nastolil nacistickou totalitní diktaturu.
Zásadním krokem na cestě Německa k přeměně v totalitní stát bylo „usměrnění“ („zglajchšaltování“) celého politického a správního aparátu a všech oblastí hospodářského, sociálního a kulturního života. Politické strany se buď sloučily s NSDAP, nebo byly zakázány. Stejný osud stihl také odbory a různé občanské a profesní organizace.
Velkým problémem pro Hitlera byla SA, paramilitární organizace NSDAP. Vůdce SA Ernst Röhm toužil začlenit své muže do řad reichswehru a stát se jeho velitelem. To ovšem narušovalo Hitlerovy záměry a naráželo na odpor průmyslníků, kteří Hitlera podporovali. Proto 30. června 1934 Hitler nařídil Röhma a jeho podřízené zatknout a bez soudu popravit. Tato událost vstoupila do dějin jako „noc dlouhých nožů“.
Posléze posílila své postavení SS pod velením Reichsführera SS Heinricha Himmlera. Tomu záhy podléhalo gestapo (tajná státní policie) a nově zřízené koncentrační tábory, do kterých byly umisťovány osoby nežádoucí politicky (sociální demokraté, komunisté), rasově (Židé aj.) či jinak (viz níže). Později spadala do Himmlerovy kompetence veškerá policie v nacistickém Německu. Hitler tak vyřadil jakoukoliv možnou opozici vně i uvnitř NSDAP. Po Hindenburgově smrti v srpnu 1934 se Hitler nechal jmenovat vůdcem (německy „Führer“).

### Upevňování moci v armádě

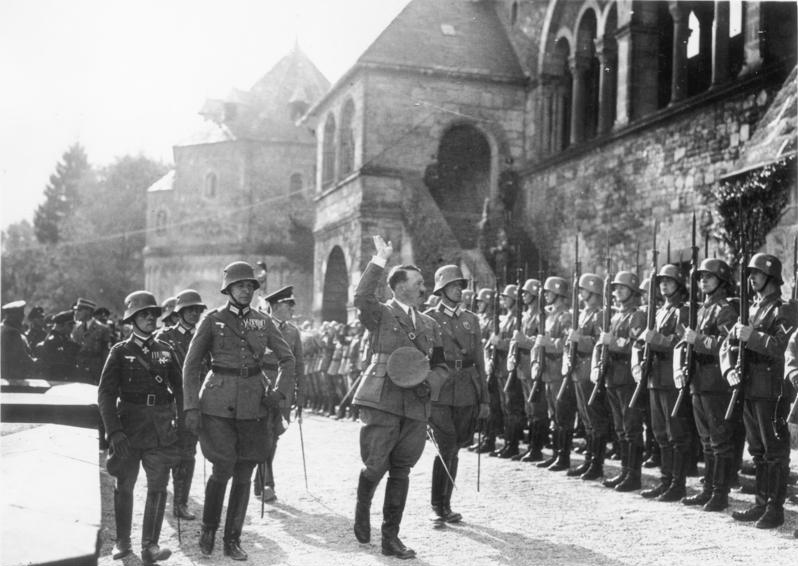
Hitler a Erwin Rommel při přehlídce vojáků v Goslaru roku 1934

Většina vyšších důstojníků reichswehru, kteří prodělali výcvik ještě za dob císařství, se nikdy nesmířila se vznikem Výmarské republiky. Tito důstojníci spatřovali v Hitlerovi obhájce svých zájmů, který opětovně vyzbrojí armádu, zasadí se o revizi Versailleské smlouvy a z Německa znovu vybuduje politickou a vojenskou velmoc. Generální štáb reichswehru si pak Hitler naklonil v červnu 1934, když při noci dlouhých nožů provedl čistku v SA. Po smrti prezidenta Paula von Hindenburga se stal Hitler hlavou státu a změnil text vojenské přísahy – zatímco do této chvíle přísahali vojáci věrnost národu a vlasti, tak nyní již přísahali věrnost vůdci Německé říše a národa Adolfu Hitlerovi. Před nástupem Hitlera k moci, v roce 1932, měla armáda 44 generálů, v roce 1938 jich bylo 261. 16. března 1935 zavedli nacisté brannou povinnost. Armáda postupně opět získala svou ztracenou prestiž a nacistický režim navíc přikládal armádním záležitostem mimořádnou důležitost. Přesto se na přelomu let 1937 a 1938 objevily v armádě první náznaky opozice vůči režimu. Některé důstojníky znepokojil především Hitlerův plán z 5. listopadu 1937 na napadení Československa. Ministr obrany polní maršál von Blomberg a vrchní velitel pozemního vojska generálplukovník von Fritsch vyjádřili nad plánem pochybnosti a byli zbaveni svých funkcí. Zanedlouho se podařilo z armády odstranit i zbytek konzervativní staré gardy a do poloviny roku 1938 Hitler zcela ovládl německou brannou moc. Přesto se v armádě i nadále objevovaly opoziční skupiny, které se opakovaně snažily Adolfa Hitlera odstranit – např. skupina spiklenců kolem náčelníka generálního štábu Ludwiga Becka, skupina kolem admirála Wilhelma Canarise a generálmajora Hanse Ostera, skupina atentátníků v čele s generálmajorem Henningem von Tresckow a atentátníci z 20. července 1944.

### Nacistický stát

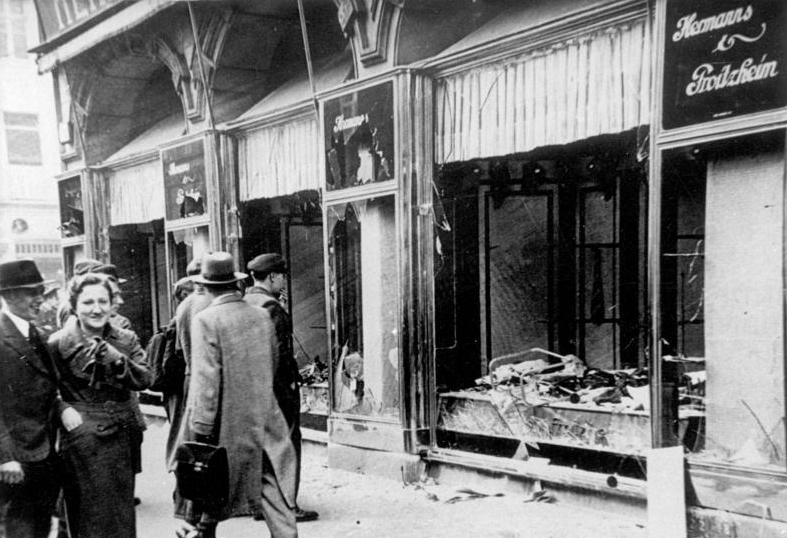
Následky Křišťálové noci - zničená výloha židovského obchodu

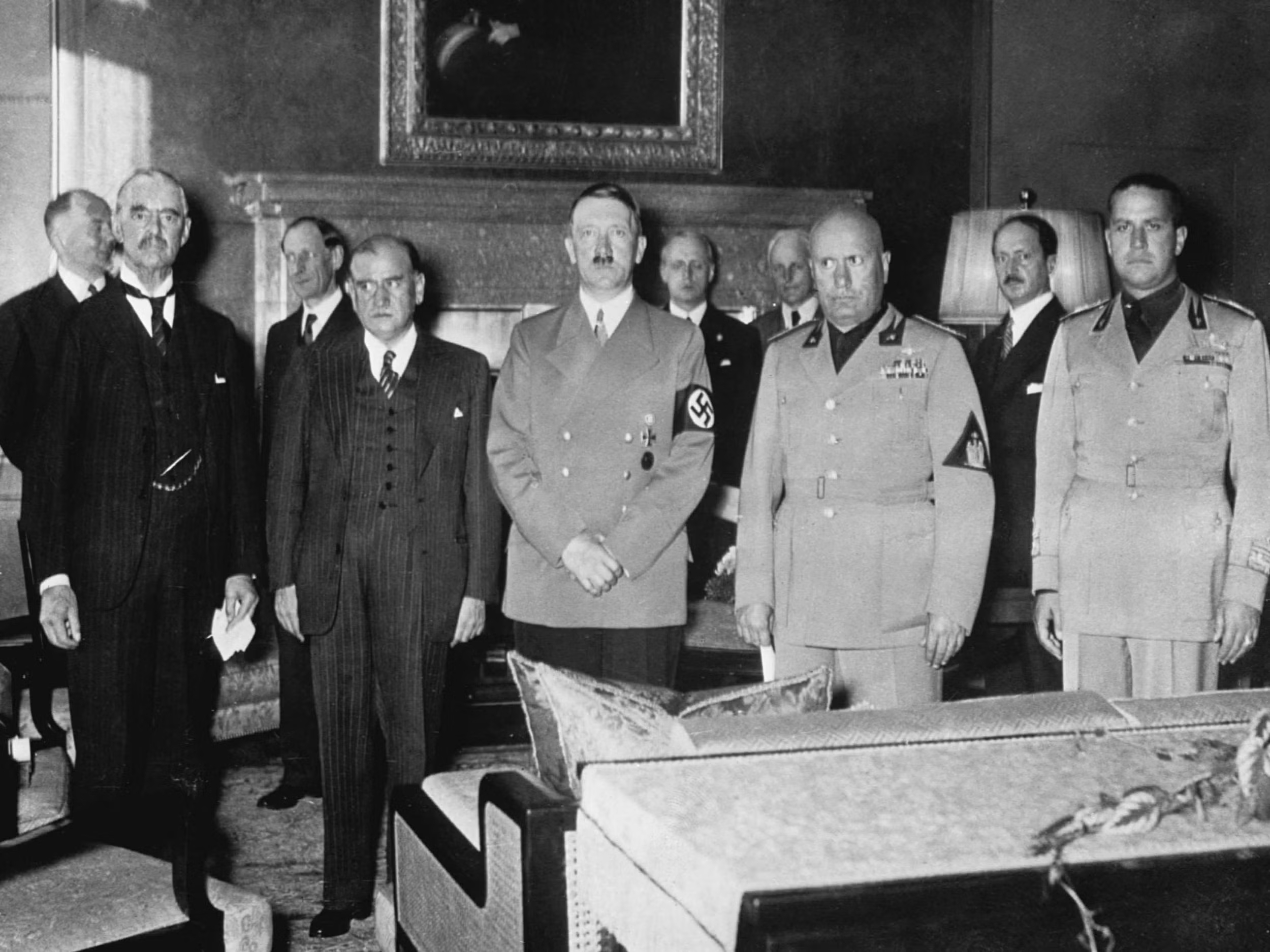
Zleva: Chamberlain, Daladier, Hitler, Mussolini a Ciano před podepsáním Mnichovské dohody.

Už před uchopením moci projevovali nacisté nenávist k některým etnikům, například vůči Lužickým Srbům, Židům či Romům. Diskriminace a perzekuce Židů byly zahájeny v dubnu 1933 vypuzením židovských úředníků ze státní správy. V září 1935 schválil říšský sněm norimberské rasové zákony namířené proti Židům. Židé byli zbaveni německého státního občanství a bylo jim zakázáno vstupovat do manželství s Němci. Norimberskými zákony bylo postiženo kolem 500 tisíc lidí. 9. listopadu 1938 zinscenovali nacisté „křišťálovou noc“ – pogrom, během něhož shořelo v Německu značné množství synagog. Příslušníci SS přitom před zraky nečinné policie zavraždili mnoho Židů.
Ekonomická opatření, např. výstavba dálniční sítě (Autobahnen), která byla připravena již předchozími vládami, odstranila nezaměstnanost. Válečné přípravy zabezpečily hospodářské oživení.
V roce 1935 bylo Sársko opět integrováno do Německé říše. V témže roce byla znovu zavedena branná povinnost. Hitler následně obnovil německou vojenskou sílu, čímž byla sice flagrantně porušena Versailleská smlouva, nicméně Francie a Velká Británie se omezily na protesty. Když o několik měsíců později wehrmacht remilitarizoval Porýní (1936), západní mocnosti proti tomu nijak nezakročily. Tímto činem Hitler výrazně posílil svoje postavení v Německu. V srpnu 1936 se konaly v Berlíně olympijské hry, které se ukázaly být dalším propagandistickým úspěchem nacistického režimu.
Po ustavení „osy Berlín–Řím“ s Mussolinim a po podepsání paktu proti Kominterně s Japonskem se Hitler cítil být dost silný na to, aby přešel v zahraniční politice do ofenzívy. Dne 12. března 1938 wehrmacht obsadil Rakousko. Když vstoupil krátce poté do Vídně, byl bouřlivě pozdravován nadšeným davem. O čtyři týdny později se 99 % Rakušanů vyslovilo pro připojení (anšlus) k Německu. Hitlerovi se tak podařilo naplnit ideu vytvoření Velkého Německa, kterou Bismarck v roce 1866 zavrhl. Ačkoli anexe Rakouska odporovala Versailleské smlouvě, která výslovně zakazovala sjednocení Rakouska s Německem, západní mocnosti opět nezasáhly.
Po Rakousku obrátil Hitler svůj zrak na Československo, kde se díky rozsáhlé nacistické podpoře a propagandě 3,3milionová menšina sudetských Němců dožadovala autonomie. V září 1938 se Hitler, Benito Mussolini, Neville Chamberlain a Édouard Daladier dohodli na konferenci v Mnichově na odstoupení československého pohraničí Německu. Nato Hitler prohlásil, že veškeré německé územní nároky byly uspokojeny, avšak jen šest měsíců po Mnichově, 15. března 1939, využil rozporů mezi Čechy a Slováky jako záminky k obsazení zbytku Československa a k jeho přeměně v Protektorát Čechy a Morava. V témže měsíci obsadila německá vojska také přístav Memel v Litvě. Západní politika appeasementu tak ztroskotala.

### Druhá světová válka a zánik režimu

Územní expanze mezi lety 1933 až 1943

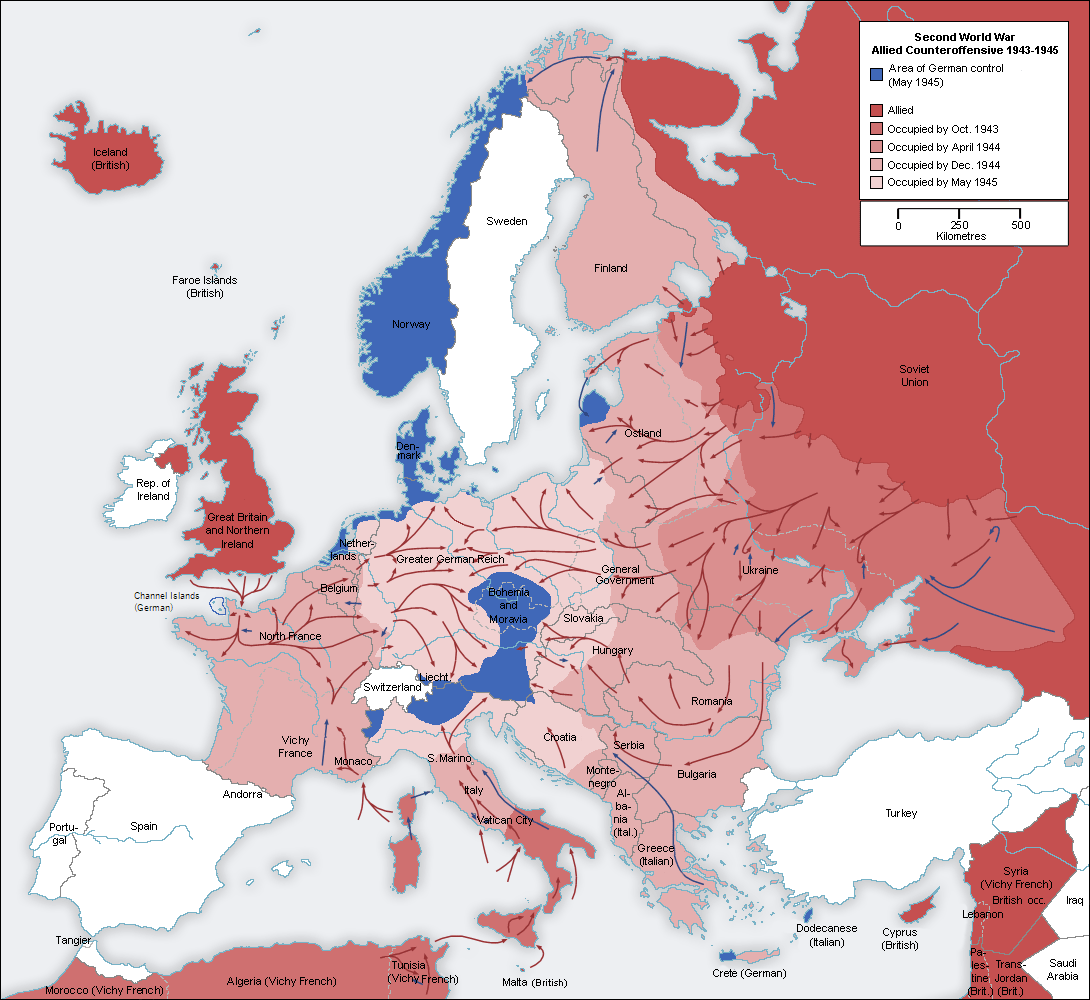
Nacistické Německo roku 1945 s vyznačenými postupy ofenzívy spojenců let 1943 až 1945

Americká armáda odpaluje svastiku budovy Reichsparteitagsgelände v Norimberku

Dne 1. září 1939 vypukla německým přepadením Polska druhá světová válka. O dva dny později vyhlásily Velká Británie a Francie Německu válku. Poláci se pokoušeli o houževnatou obranu, ovšem proti německé bleskové válce se ukázali zcela bezmocní. Po pouhém měsíci válčení bylo Polsko na kolenou. Východní polovinu země zabral v souladu s paktem o neútočení Sovětský svaz.
Dalšími oběťmi německé agrese se v dubnu 1940 staly Dánsko a Norsko. V květnu zahájila německá armáda napadením Belgie, Nizozemska a Lucemburska válku na západě. Německým pancéřovým divizím se během pár dní podařilo rozetnout spojenecké vojsko ve dví. Britský expediční sbor, obklíčený u Dunkerque, byl sice evakuován, nicméně 14. června 1940 wehrmacht triumfálně vstoupil do Paříže. Po dalším týdnu bojů Francie kapitulovala a uzavřela příměří u Compiègne. V následné letecké bitvě o Británii musel však Hitler strpět svoji první porážku. V dubnu 1941 okupovala německá armáda spolu s Itálií, Maďarskem a Bulharskem také Jugoslávii a Řecko. Značných úspěchů dosáhl v severní Africe rovněž Afrikakorps pod velením Erwina Rommela.
Dne 22. června 1941 zaútočilo Německo na Sovětský svaz. Po několika měsících tohoto mohutného tažení padlo do německých rukou celé západní Rusko, Ukrajina, Bělorusko a Pobaltí. V zimě 1941/1942 však německý postup zamrzl před Moskvou. V prosinci 1941 vstoupily do války USA a Adolf Hitler osobně schválil přípravu sabotážních a teroristických útoků, které měly být provedeny na území USA (Operace Pastorius). V průběhu nové německé ofenzívy na východě v létě 1942 pronikl wehrmacht až na Kavkaz a k Volze. Zde však německá armáda utrpěla v zimě 1942/1943 zničující porážku v bitvě u Stalingradu, což znamenalo obrat ve vývoji války.
Mezitím byla nacisty uvedena v chod genocida především židovského obyvatelstva (holokaust). V lednu 1942 uspořádaly nacistické špičky konferenci ve Wannsee, na níž bylo rozhodnuto o konečném řešení židovské otázky („Endlösung“). Židé z celé okupované Evropy byli odvezeni do koncentračních a vyhlazovacích táborů v obsazeném Polsku. V Osvětimi, Treblince, Majdanku a na mnoha jiných místech bylo do konce války vyvražděno kolem 6 milionů evropských Židů. Je prokázáno, že podobný úděl chystali nacisté také dalším etnickým a národnostním skupinám označeným za podřadné, především Slovanům a Romům. Říšský vedoucí SS Heinrich Himmler vypracoval se souhlasem Hitlera Generalplan Ost, který plánoval po vítězné válce proti Sovětskému svazu vystěhovat na východ za Ural, zotročit nebo fyzicky zlikvidovat většinu Poláků, Čechů, Ukrajinců, Bělorusů a Rusů z evropské části Sovětského svazu. Takto uvolněné teritorium na východě mělo posloužit k vytvoření životního prostoru (Lebensraum) pro „germánskou rasu“. Zlikvidovány měly být rovněž fyzicky nebo mentálně postižené osoby. Ve válce zahynulo celkem přes 20 milionů občanů Sovětského svazu, včetně více než 3 milionů sovětských válečných zajatců. Německá okupace Polska si vyžádala životy více než dvou milionů Poláků.
Zatím po porážce u El Alamejnu síly Osy v severní Africe v květnu 1943 kapitulovaly. Po bitvě u Kurska dobyla Rudá armáda do konce roku 1943 zpět velkou část obsazeného sovětského území. 6. června 1944 se angloamerická vojska vylodila v Normandii a již v srpnu Spojenci osvobodili Paříž. Sověti mezitím pronikli na Balkán a do Polska. V prosinci 1944 se sice Němci pokusili ještě jednou chopit iniciativy, avšak po porážce v bitvě v Ardenách, byl osud Německa zpečetěn. V dubnu 1945 zahájila Rudá armáda závěrečný útok na Berlín. 30. dubna spáchal Adolf Hitler v bunkru pod říšským kancléřstvím sebevraždu a o dva dny později se posádka Berlína vzdala.
Druhá světová válka v Evropě skončila 8. května 1945, kdy vstoupila v platnost bezpodmínečná kapitulace Německa. Většina Evropy ležela v ruinách a více než 60 milionů lidí bylo zabito. Politická a ekonomická infrastruktura Německa byla totálně zničena a z někdejších německých území na východě bylo odsunuto kolem 12 milionů lidí.

## Geografie

### Administrativní členění

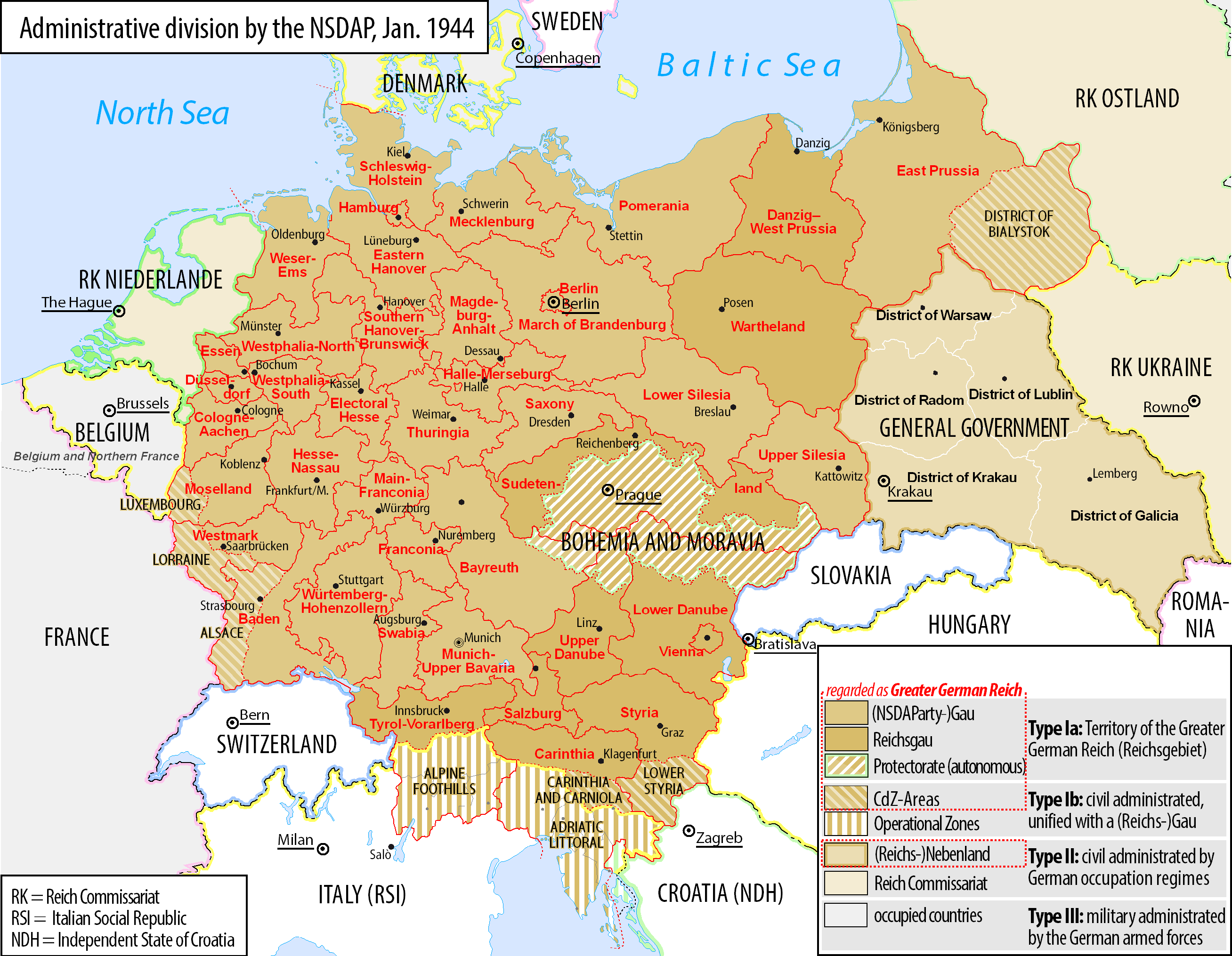
Administrativní mapa Velkoněmecké říše z roku 1944

Velkoněmecká říše se dělila na župy a říšské župy.

#### Župy
Župy byly na území tehdejší Výmarské republiky. Vznikly tak, že Německé spolkové země rozdělily na župy.
- Župa Východní Prusko
- Pomořanská župa
- Meklenburská župa
- Šlesvicko-Holštýnská župa
- Hamburk
- Župa Východní Hannoversko
- Župa Weser-Ems
- Župa Jižní Hannoversko-Brunšvik
- Magdebursko-Anhaltská župa
- Berlín
- Braniborská župa
- Halle-Merseburkská župa
- Dolnoslezská župa
- Hornoslezská župa
- Saská župa
- Durynská župa
- Hesensko-kasselská župa
- Hesensko-Nasavská župa
- Mosellandská župa
- Westmarkská župa
- Badenská župa
- Württembersko-Hohenzollernská župa
- Švábská župa
- Župa Franky
- Župa Dolní Franky
- Bayreuthská župa
- Mnichov-HornoBavorská župa

#### Říšské župy
Říšské župy byly na okupovaných území, které se stali součástí říše.
- Říšská župa Dolní Podunají
- Říšská župa Horní Podunají
- Říšská župa Štýrsko
- Říšská župa Salcbursko
- Říšská župa Korutany
- Říšská župa Tyrolsko-Vorarlbersko
- Říšská župa Sudety
- Říšská župa Povartí
- Říšská župa Gdaňsk-Západní Prusko

### Obsazená území

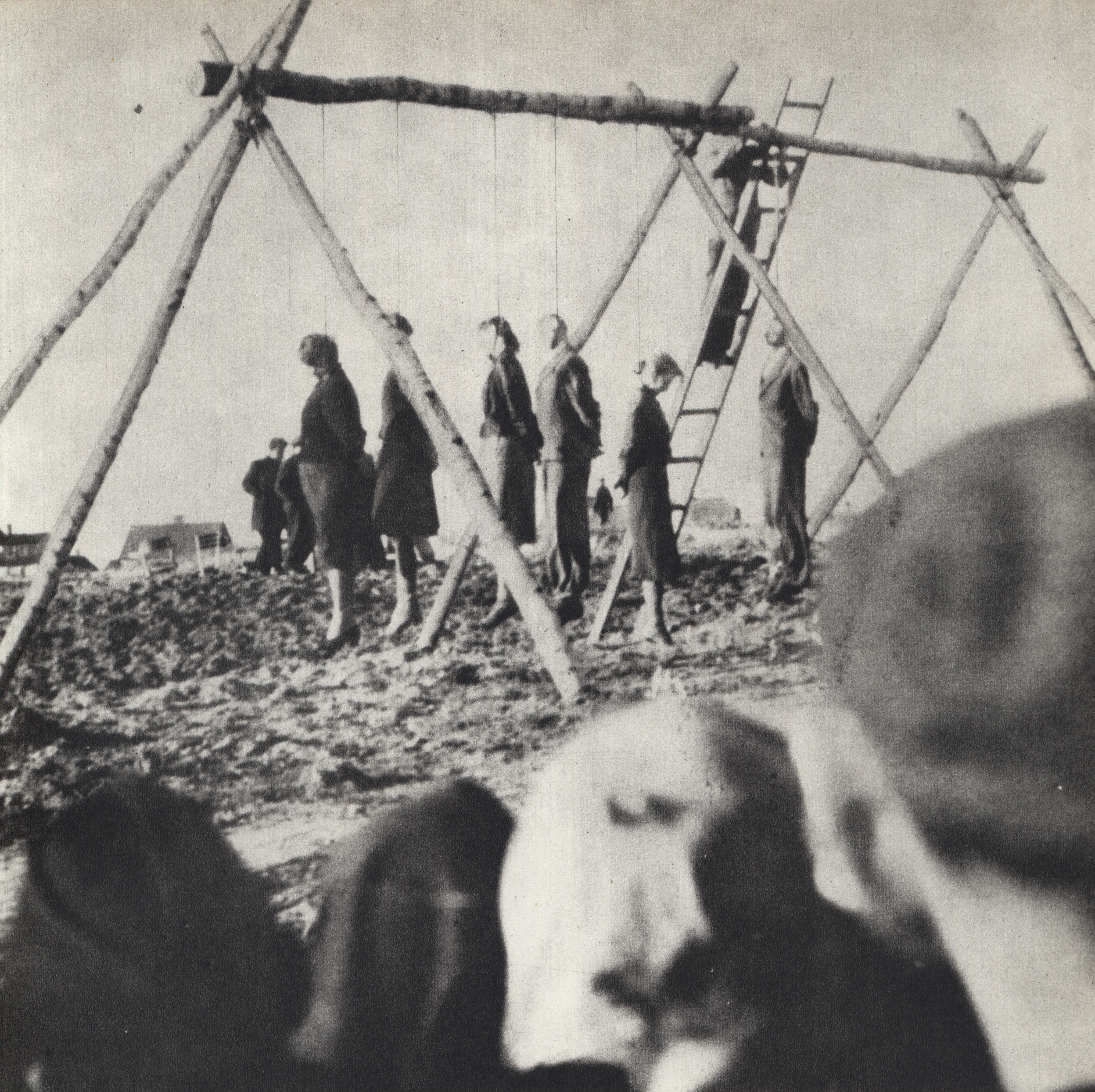
Veřejná poprava 54 Poláků v Rożkách, Mazovském vojvodství (poblíž Radomu), Německem okupované Polsko, 1942

Některá z dobytých území byla začleněna do Německa jako součást Hitlerova dlouhodobého cíle vytvořit Velkogermánskou říši. Několik oblastí, jako např. Alsasko-Lotrinsko, bylo podřízeno přilehlému Gau (oblastnímu okresu). V některých okupovaných zemích byl založen kvazi-koloniální režim Říšský komisariát (Reichskommissariate). Oblasti pod německou správou zahrnovaly Protektorát Čechy a Morava, Říšský komisariát Ostland (zahrnující pobaltské státy a Bělorusko) a Říšský komisariát Ukrajina. Dobyté oblasti Belgie a Francie byly pod kontrolou vojenské správy Belgie a severní Francie. Belgická oblast Eupen a Malmédy, která byla součástí Německa až do roku 1919, byla opět připojena. Část Polska byla začleněna do říše a v okupovaném středním Polsku byl zřízen Generální gouvernement Vlády Dánska, Norska (Říšský komisariát Norsko) a Nizozemska (Říšský komisariát Nizozemsko) byly podřízeny civilním správám, které tvořili převážně domorodci. Hitler měl v úmyslu mnoho z těchto oblastí začlenit do říše. Od roku 1943 Německo okupovalo italský protektorát v Albánii a italský governorát Černou Horu a v okupovaném Srbsku v roce 1941 instalovalo loutkovou vládu.

### Územní změny
V důsledku porážky za první světové válce a následné Versailleské smlouvy Německo ztratilo Alsasko-Lotrinsko, severní Šlesvicko a oblast Klaipedy. Sársko se stalo francouzským protektorátem pod podmínkou, že se jeho obyvatelé později v referendu rozhodnou, ke které zemi se připojí, Polsko se stalo samostatnou zemí a přístup k moři získalo díky vytvoření polského koridoru, který oddělil Východní Prusko od zbytku Německa, zatímco Gdaňsk se stal svobodným městem.
Nad Sárskem Německo získalo kontrolu prostřednictvím referenda konaného v roce 1935 a Rakousko připojilo během anšlusu v roce 1938. Mnichovská dohoda z roku 1938 dala Německu kontrolu nad Sudety a zbytku Československa se zmocnilo o šest měsíců později. Pod hrozbou námořní invaze se Litva v březnu 1939 vzdala oblasti Klaipedy.
V letech 1939 až 1941 napadly německé síly Polsko, Dánsko, Norsko, Francii, Lucembursko, Nizozemsko, Belgii, Jugoslávii, Řecko a Sovětský svaz. Severní části Jugoslávie (Slovinsko) Německo připojilo v dubnu 1941, zatímco Mussolini v roce 1943 postoupil Německu Terst, Jižní Tyrolsko a Istrii.

## Politika

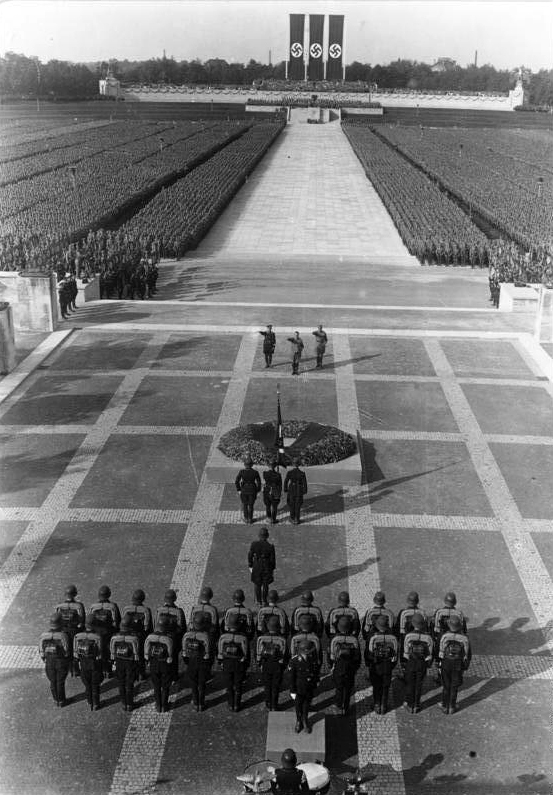
Heinrich Himmler, Hitler a Viktor Lutze provádí nacistický pozdrav na sjezdu v Norimberku, září 1934

### Ideologie
Nacisté představovali krajně pravicovou fašistickou politickou stranu, která vznikla během sociálních a finančních otřesů po skončení první světové války. Ve spolkových volbách v roce 1928 šlo o malou a opomíjenou stranu s volebním ziskem 2,6%; před vypuknutím Velké hospodářské krize v roce 1929. V roce 1930 strana získala 18,3% spolkových hlasů, čímž se stala druhou největší politickou stranou Reichstagu. Po neúspěšném pivním puči z roku 1923 trávil Hitler čas ve vězení, kde napsal knihu Mein Kampf, ve které popsal svůj plán transformace německé společnosti na společnost založenou na rase. Nacistická ideologie spojila prvky antisemitismu, rasové hygieny a eugeniky a spojila je s pangermanismem a územní rozpínavostí s cílem získat pro germánský lid více životního prostoru. Režim se pokusil toto nové území získat útokem na Polsko a Sovětský svaz s úmyslem deportovat nebo zabít zdejší Židy a Slovany, kteří byli považováni za podřízené árijské panské rase a součást židobolševického spiknutí. Nacistický režim věřil, že pouze Německo může porazit síly bolševismu a zachránit lidstvo před světovou nadvládou mezinárodního židovství. I další lidi považovali nacisté za nehodné života, včetně mentálně a fyzicky postižených, Romů, homosexuálů, jehovistů a sociálních případů.
Režim ovlivnilo hnutí Völkisch; byl zaměřen proti kulturní moderně a podporoval rozvoj rozsáhlého militarismu na úkor intelektualismu. Kreativita a umění byly potlačovány až na případy, kdy mohly posloužit jako propagandistická média. Strana používala symboly jako krvavou vlajku a rituály jako sjezdy nacistické strany, aby podpořila jednotu a popularitu režimu.

### Vláda

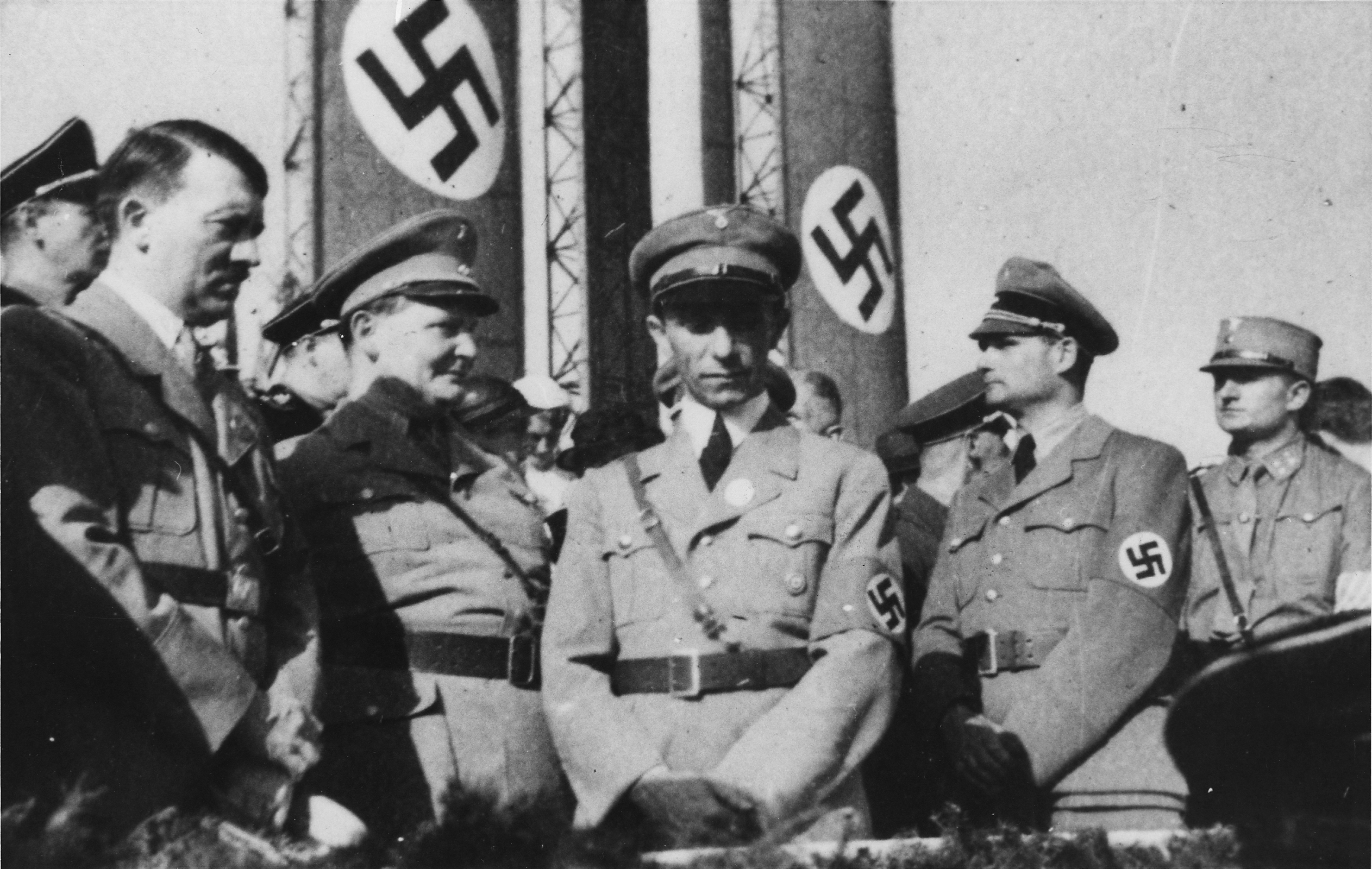
Hitler, Göring, Goebbels a Rudolf Hess během vojenské přehlídky v roce 1933

Hitler Německu vládl autokraticky prosazováním principu vůdce („Führerprinzip“), který požadoval absolutní poslušnost všech podřízených. Na vládní strukturu pohlížel jako na pyramidu, která měla na vrcholu svého neomylného vůdce. Hodnost strany nebyla stanovena volbami a pozice byly obsazeny jmenováním těmi, kteří měli vyšší hodnost. Strana pomocí propagandy rozvinula kolem Hitlera kult osobnosti. Historici jako Kershaw zdůrazňují psychologický dopad Hitlerovy dovednosti řečníka. Roger Gill uvádí: „Jeho dojímavé projevy zaujaly mysl a srdce obrovského počtu Němců: publikum prakticky hypnotizoval.“
Zatímco nejvyšší představitelé se hlásili k Hitlerovi a řídili se jeho politikou, měli značnou autonomii. Očekával, že úředníci „budou pracovat směrem k Vůdci“ - převzít iniciativu při prosazování politiky a akcí v souladu s cíli strany a Hitlerovými přáními, aniž by se podílel na každodenním rozhodování. Vláda byla neuspořádanou sbírkou frakcí vedených stranickými elitami, které se snažily shromáždit moc a získat Vůdcovu přízeň. Hitlerovým stylem vedení bylo vydávat rozporuplné rozkazy svým podřízeným a umisťovat je do pozic, kde se jejich povinnosti a odpovědnosti překrývaly. Tímto způsobem podporoval nedůvěru, konkurenci a boje mezi svými podřízenými, aby upevnil a maximalizoval svou vlastní moc.
Postupné dekrety říšského místodržitelství (Reichsstatthalter) v letech 1933 až 1935 zrušily stávající spolkové země (ústavní státy) Německa a nahradily je novými správními divizemi zvané Gaue ovládanými nacistickými vůdci (Gauleitery). Tato změna nebyla nikdy plně provedena, protože spolkové země byly stále používány jako správní rozdělení pro některá vládní ministerstva jako školství. To vedlo k byrokratické spleti překrývajících se jurisdikcí a odpovědností typických pro administrativní styl nacistického režimu.
Židovští státní zaměstnanci o práci v roce 1933 přišli. Výjimkou byli veteráni z první světové války. Na jejich místo byli jmenováni členové nebo příznivci strany. V rámci procesu Gleichschaltung byly říšským zákonem o místní správě z roku 1935 zrušeny místní volby a starosty jmenovalo ministerstvo vnitra.

### Ovládnutí justice

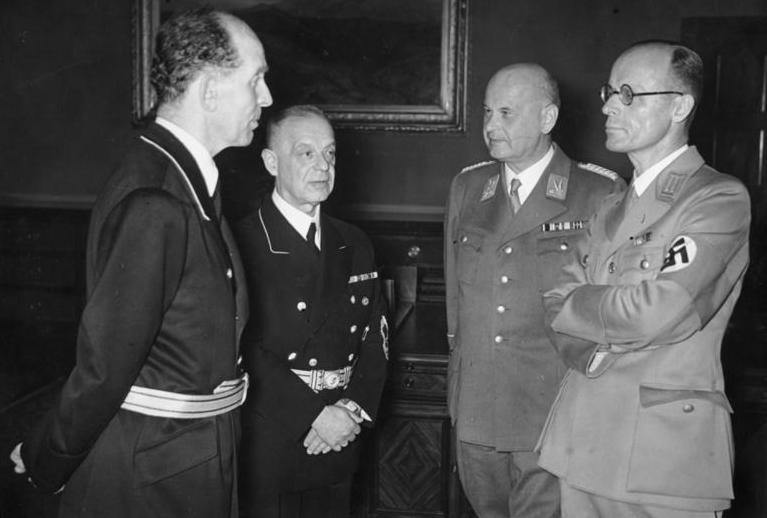
Setkání čtyř právníků, kteří vnesli nacistickou ideologii do německého právního systému, zleva: Roland Freisler, Franz Schlegelberger, Otto Georg Thierack a Curt Rothenberger

Většina konzervativně smýšlejících soudců a právníků se nikdy neztotožnila s liberálními myšlenkami Výmarské republiky a v nastolení nacistického režimu spatřovali návrat ke starým hodnotám z dob autoritářského císařství. Justice se téměř bezvýhradně podvolila Hitlerově moci a stala se důležitým nástrojem režimu. V občanském zákoníku provedli nacisté jen minimum změn, zato trestní právo zneužili k vlastním cílům. Destrukce právního systému nastala po požáru Říšského sněmu Nařízením na ochranu národa a státu z 29. března 1933, které bylo následně zneužito k neomezenému zatýkání politických oponentů. V roce 1932 proběhlo v Německu 268 procesů velezrady, v roce 1933 jich bylo již 11 000. Vznikla síť mimořádných soudů bez poroty. V roce 1934 byla zřízena instituce Lidového soudu (Volksgerichtshof), jež měla projednávat případy velezrady. Hitlerova rozhodnutí se stále častěji stávala výnosem či dokonce zákonem a soudci neměli právo tato rozhodnutí zpochybňovat. Nad zákonem pak stálo např. gestapo, které jednalo rovněž dle Hitlerovy vůle.
Nacisté propagandou šířili koncept Rassenschande („rasové znečištění“), aby ospravedlnili potřebu rasových zákonů. V září 1935 byly přijaty norimberské zákony. Tyto zákony zpočátku zakazovaly sexuální vztahy a manželství mezi Árijci a Židy a byly později rozšířeny o „Romy, černochy nebo jejich potomky“. Zákon také zakazoval zaměstnávat německé ženy do 45 let jako domácí služebnice v židovských domácnostech. Podle říšského zákona o státním občanství mohou být občany pouze občané „německé nebo příbuzné krve“. Židé a další neárijci tak byli zbaveni německého občanství. Zákon také umožňoval nacistům odepřít občanství každému, kdo režim dostatečně nepodporoval. Dodatkový dekret vydaný v listopadu definoval jako Žida kohokoliv se třemi židovskými prarodiči nebo dvěma prarodiči, pokud byla dodržována židovská víra.

### Opozice režimu

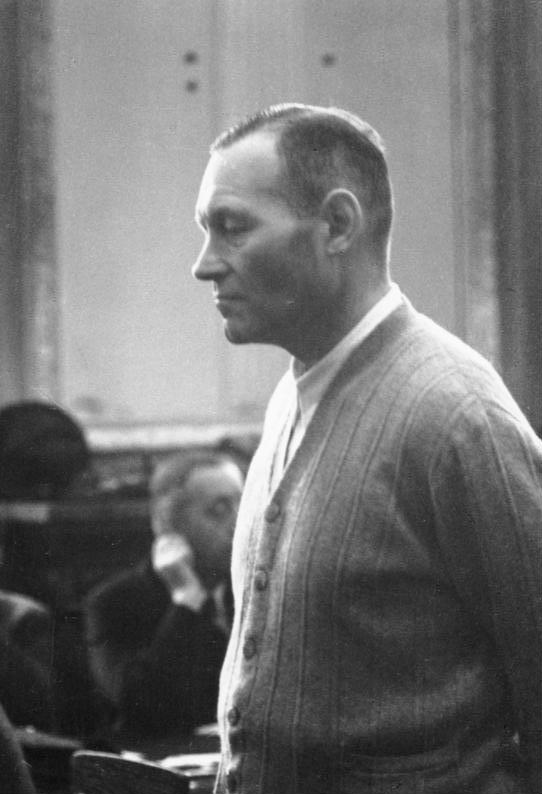
Generál Erich Hoepner před lidovým soudem v roce 1944

Opozice vůči nacismu byla v Německu roztříštěná a nejednotná. Aktivní odpůrci režimu nebyli početní, ale protože mezi ně patřili šlechtici i dělníci, političtí oponenti, církevní činitelé, generalita, mládež i státní úředníci, znamená to, že se rekrutovali z celé německé společnosti. Činnost opozičních skupin byla různorodá, od šíření letáků, sabotáží přes kázání duchovních až po přípravu státního převratu. Celkově však byl nacismus po celou dobu třetí říše silně podporován obyvatelstvem, o čemž svědčí i to, že ještě v roce 1944 upozorňoval Adam von Trott zu Solz ve svém memorandu na celkovou pasivitu dělnictva a pramalou šanci, že se případný protihitlerovský puč setká s masovou podporou. Navzdory špatné koordinaci a chabým výsledkům neupadlo protinacistické hnutí do zapomnění a v poválečném Německu existence odboje přispěla k tomu, že se národ dokázal lépe vyrovnat se svou minulostí.
Zatímco civilní úsilí mělo dopad na veřejné mínění, jedinou organizací schopnou svrhnout vládu byla armáda. Hlavní spiknutí mužů v horních vrstvách armády vzniklo v roce 1938. Věřili, že Británie půjde do války kvůli Hitlerově plánované invazi do Československa a Německo prohraje. V plánu bylo svrhnout Hitlera nebo ho snad i zavraždit. Mezi účastníky byli generálplukovník Ludwig Beck, generálplukovník Walther von Brauchitsch, generálplukovník Franz Halder, admirál Wilhelm Canaris a generálporučík Erwin von Witzleben, kteří se připojili ke spiknutí v čele s podplukovníkem Hansem Osterem a majorem Helmuthem Groscurthem z Abwehru. Plánovaný převrat byl zrušen po podpisu Mnichovské dohody v září 1938. Mnoho stejných lidí bylo zapojeno do puče plánovaného na rok 1940, ale účastníci opět změnili názor a ustoupili, částečně kvůli popularitě režimu po počátečních vítězstvích ve válce. Pokusy o atentát na Hitlera byly znovu zahájeny v roce 1943, kdy se Henning von Tresckow připojil k Osterově skupině a pokusil se vyhodit do vzduchu Hitlerovo letadlo v roce 1943. Následovalo několik dalších pokusů před neúspěšnou zápletkou z 20. července 1944, což bylo alespoň částečně motivováno rostoucí vyhlídkou na německou porážku ve válce. Na spiknutí, které bylo součástí operace Valkýra, se podílel Claus von Stauffenberg, který umístil bombu do konferenční místnosti ve Vlčím doupěti v Rastenburgu. Hitler, který těsně přežil, později nařídil divoké odvety, které vedly k popravě více než 4 900 lidí.
Kolem roku 1940 vznikla okolo kněze Heinricha Maiera skupina odporu. Od konce roku 1943 skupina předala spojencům umístění výrobních zařízení pro rakety V-2, tanky Tiger a letadla. Spojenecké bombardéry tyto informace využily k provádění leteckých útoků. Maierova skupina poskytla informace o masovém vraždění Židů velmi brzy; spojenci těmto zprávy zpočátku nevěřili. Odbojová skupina byla odhalena a většina jejích členů byla uvězněna, mučena nebo zabita.

## Ozbrojené síly

### Wehrmacht

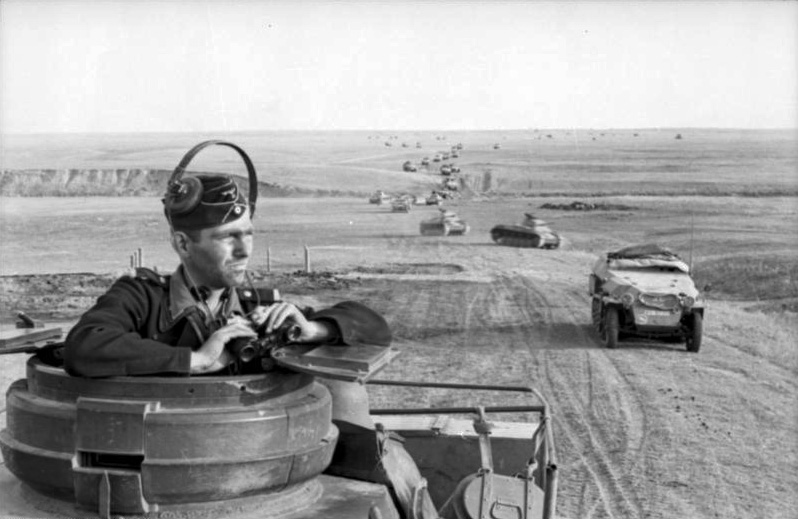
Kolona tanků a dalších obrněných vozidel Panzerwaffe poblíž Stalingradu, 1942

Sjednocené německé ozbrojené síly se v letech 1935 až 1945 nazývaly Wehrmacht (obranné síly). Zahrnovaly Heer (armáda), Kriegsmarine (námořnictvo) a Luftwaffe (letectvo). Od 2. srpna 1934 byli příslušníci ozbrojených sil povinni složit přísahu bezpodmínečné poslušnosti Hitlerovi osobně. Na rozdíl od předchozí přísahy, která vyžadovala věrnost ústavě země a jejím zákonným ustanovením, tato nová přísaha vyžadovala, aby členové armády poslouchali Hitlera, i kdy by jim bylo nařízeno něco nezákonného. Hitler rozhodl, že armáda bude muset tolerovat a dokonce nabídnout logistickou podporu jednotkám Einsatzgruppen - mobilním komandům smrti odpovědným za miliony úmrtí ve východní Evropě - bude-li to takticky možné. Jednotky Wehrmachtu se také přímo účastnily holocaustu střílením civilistů nebo pácháním genocidy pod rouškou protipartizánských operací. Strana prohlašovala, že Židé byli podněcovateli partyzánského boje, a proto je třeba je eliminovat. Dne 8. července 1941 Heydrich oznámil, že všichni Židé na východních dobytých území mají být považováni za partyzány, a vydal rozkaz k zastřelení všech Židů ve věku od 15 do 45 let. V srpnu byl rozkaz rozšířen tak, aby zahrnoval celou židovskou populaci.
Navzdory snahám o vojenskou přípravu země nemohlo hospodářství vydržet zdlouhavou vyhlazovací válku. Byla vyvinuta strategie založená na taktice Blitzkriegu („bleskové války“), která zahrnovala rychlé koordinované útoky, které se vyhýbaly silným stránkám nepřítele. Útoky začaly dělostřeleckým ostřelováním, poté následovalo bombardování a rychlé letecké útoky. Dále útočily tanky a nakonec se přesunula pěchota, aby zajistila obsazenou oblast. Vítězství pokračovala do poloviny roku 1940, ale neúspěch porazit Británii byl prvním významným bodem obratu ve válce. Rozhodnutí zaútočit na Sovětský svaz a rozhodná porážka u Stalingradu vedly k ústupu německých armád a případné ztrátě války. Celkový počet vojáků, kteří ve Wehrmachtu sloužili od roku 1935 do roku 1945, se pohyboval kolem 18,2 milionu; 5,3 milionu z nich zemřelo.

### SA a SS
Sturmabteilung (SA; útočné oddíly) nebo hnědé košile, založené v roce 1921, byly prvním polovojenským křídlem nacistické strany; jejich původním úkolem byla ochrana nacistických vůdců na shromážděních. Zúčastnili se také pouličních bitev proti silám soupeřících politických stran a násilných akcí proti Židům a dalším. Pod vedením Ernsta Röhma se SA do roku 1934 rozrostly na více než půl milionu členů - 4,5 milionu včetně rezerv - v době, kdy podle Versailleské smlouvy byla běžná armáda stále omezena na 100 000 mužů.
Schutzstaffel (SS; Ochranný oddíl) byli zpočátku malá jednotka tělesné stráže pod záštitou SA a stali se jednou z největších a nejmocnějších skupin v nacistickém Německu. Od roku 1929 byli pod vedením Reichsführera-SS Heinricha Himmlera a do roku 1938 měly SS více než čtvrt milionu členů. Himmler si zpočátku představoval SS jako elitní skupinu stráží, Hitlerovu poslední linii obrany. Waffen-SS, vojenská odnož SS, se vyvinula v druhou armádu. Byla závislá na pravidelné armádě co do těžkých zbraní a vybavení a většina jednotek byla pod taktickou kontrolou vrchního velení ozbrojených sil (OKW). Do konce roku 1942 již nebyly dodržovány přísné selekční a rasové požadavky, které byly původně v platnosti. S náborem a odvodem založeným pouze na expanzi nemohly Waffen-SS do roku 1943 tvrdit, že jsou elitní bojovou silou.
Formace SS spáchaly mnoho válečných zločinů proti civilistům a spojeneckým opravářům. Od roku 1935 byli SS vůdčí silou v pronásledování Židů, kteří byli umisťováni do ghett a koncentračních táborů. Po vypuknutí druhé světové války jednotky SS Einsatzgruppen následovaly armádu na území Polska a Sovětského svazu, kde v letech 1941 až 1945 zabily více než dva miliony lidí, včetně 1,3 milionu Židů. Třetina členů Einsatzgruppen byla rekrutována z personálu Waffen-SS. SS-Totenkopfverbände řídily koncentrační a vyhlazovací tábory, kde byly zabity další miliony lidí. V táborech sloužilo až 60 000 mužů Waffen-SS.
V roce 1931 Himmler zorganizoval zpravodajskou službu SS, která byla pod vedení jeho zástupce Heydricha a známá jako Sicherheitsdienst (SD; bezpečnostní služba). Tato organizace měla za úkol lokalizovat a zatýkat komunisty a další politické oponenty. Himmler také založil počátky paralelní ekonomiky pod záštitou ústředí ekonomiky a správy SS. Tato holdingová společnost vlastnila bytové společnosti, továrny a nakladatelství.

## Ekonomika

### Říšská ekonomika

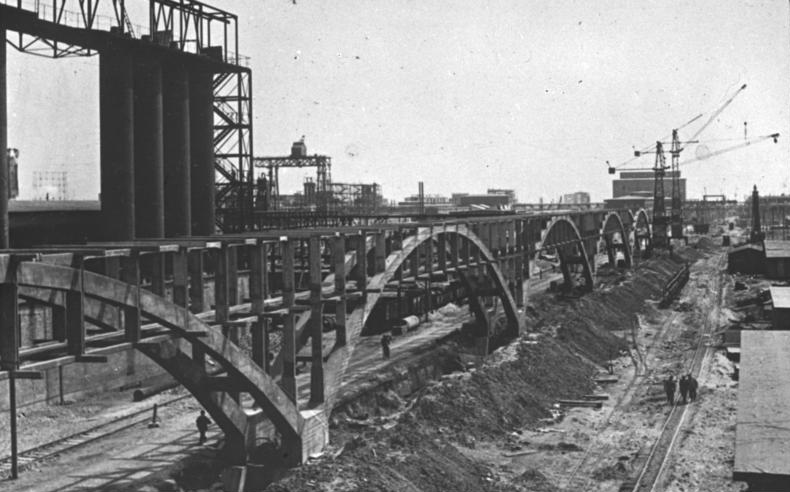
Závod firmy IG Farben na výrobu syntetického oleje ve výstavbě v Buna Werke (1941). Továrna byla součástí komplexu v koncentračním táboře Osvětim.

Nejnaléhavější ekonomickou záležitostí, které nacisté původně čelili, byla 30% míra národní nezaměstnanosti. Ekonom Dr. Hjalmar Schacht, prezident říšské banky a ministr hospodářství, vytvořil v květnu 1933 systém pro deficitní financování. Kapitálové projekty byly hrazeny vydáním směnek s názvem Mefo. Když byly bankovky předloženy k zaplacení, říšská banka vytiskla peníze. Hitler a jeho ekonomický tým očekávali, že nadcházející územní expanze poskytne prostředky na splacení stoupajícího státního dluhu. Schachtova administrativa dosáhla rychlého poklesu míry nezaměstnanosti, největšího ze všech zemí během Velké hospodářské krize. Ekonomické oživení bylo nerovnoměrné, s omezenou pracovní dobou a nepravidelnou dostupností potřeb, což vedlo k rozčarování z režimu již v roce 1934.
V říjnu 1933 byly vyvlastněny Junkersovy letecké závody. Ve spolupráci s dalšími výrobci letadel a pod vedením ministra letectví Göringa byla zahájena výroba. Z počtu 3 200 lidí, kteří v roce 1932 vyrobili 100 kusů ročně, se toto odvětví rozrostlo a zaměstnávalo čtvrt milionu pracovníků, kteří ročně o necelých deset let později vyrobili více než 10 000 technicky vyspělých letadel.
Vznikla propracovaná byrokracie, která měla regulovat dovoz surovin a hotových výrobků se záměrem eliminovat zahraniční konkurenci na německém trhu a zlepšit národní platební bilanci. Nacisté podporovali vývoj syntetických náhrad za materiály jako ropa a textil. Vzhledem k tomu, že trh zažíval nadbytek a ceny ropy byly nízké, uzavřela v roce 1933 nacistická vláda dohodu o sdílení zisku s firmou IG Farben, která jim zaručila 5% návratnost kapitálu investovaného do jejich závodu na výrobu syntetického oleje ve městě Leuna. Jakékoli zisky přesahující tuto částku by byly předány říši. V roce 1936 IG Farben litovala uzavření dohody, protože do té doby byly generovány nadměrné zisky. Při dalším pokusu o zajištění přiměřeného válečného zásobování ropou Německo v březnu 1939 zastrašovalo Rumunsko, aby podepsalo obchodní dohodu.
Mezi hlavní projekty veřejných prací financované z deficitních výdajů patřilo vybudování sítě dálnic (Autobahnen) a poskytnutí financování programů iniciovaných předchozí vládou na zlepšení bydlení a zemědělství. Ke stimulaci stavebnictví byl poskytnut úvěr soukromým podnikům a byly poskytnuty dotace na nákup a opravy domů. Pod podmínkou, že manželka opustí pracovní místo, mohly mladé páry árijského původu, které se chtěly oženit, získat půjčku až 1 000 říšských marek, a částka, která měla být splacena, byla snížena o 25 procent za každé narozené dítě. Výhrada, že žena musí zůstat mimo domov nezaměstnaná, byla roku 1937 zrušena kvůli nedostatku kvalifikovaných pracovníků.
S představou širšího vlastnictví automobilů jako součásti nového Německa Hitler oslovil konstruktéra Ferdinanda Porsche, aby vypracoval plány pro KdF-wagen (vůz Kraft durch Freude) - automobil, který by si každý mohl dovolit. Prototyp byl vystaven na mezinárodním autosalonu v Berlíně dne 17. února 1939. Po vypuknutí druhé světové války byla továrna přestavěna na výrobu vojenských vozidel. Žádné z vozů KdF-wagen nebyly prodány - to až po válce, kdy bylo vozidlo přejmenováno na Volkswagen (lidové auto).

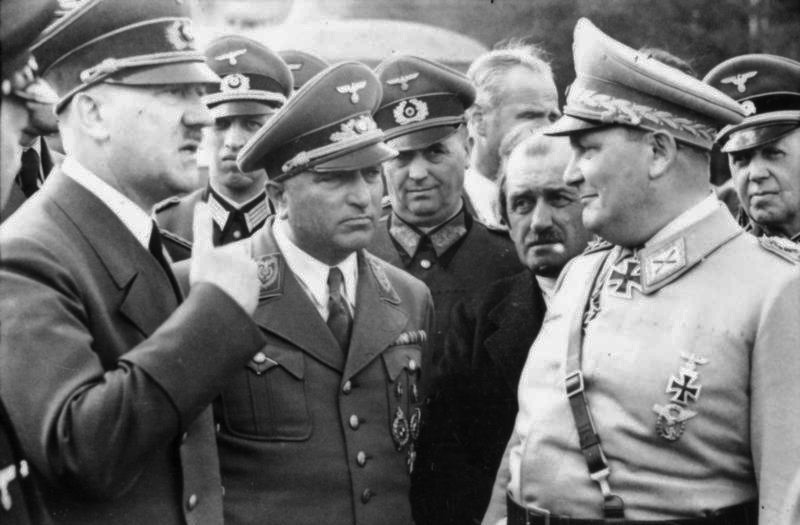
Zleva: Hitler; Robert Ley, šéf německé pracovní fronty; zbrojařajský průmyslník Ferdinand Porsche a Hermann Göring, vedoucí čtyřletého plánu (1942)

Když se nacisté v roce 1933 chopili moci, bylo šest milionů nezaměstnaných a do roku 1937 jich bylo méně než milion. Částečně to bylo způsobeno vyjmutím žen z pracovních sil. Reálné mzdy mezi lety 1933 a 1938 poklesly o 25 procent. Po rozpuštění odborů v květnu 1933 byly jejich finanční prostředky zabaveny a jejich vedení zatčeno, včetně těch, kteří se pokoušeli s nacisty spolupracovat. Vznikla nová organizace Německá pracovní fronta (Deutsche Arbeitsfront) pod funkcionářem nacistické strany Robertem Leyem. Průměrný pracovní týden byl v roce 1933 43 hodin; do roku 1939 se zvýšil na 47 hodin.
Počínaje rokem 1934 se pozornost přesunula směrem ke znovuvyzbrojení. Okolo roku 1935 tvořily vojenské výdaje 73 procent vládních nákupů zboží a služeb. Dne 18. října 1936 jmenoval Hitler Göringa zplnomocněným zástupcem čtyřletého plánu, jehož cílem bylo urychlit vyzbrojování. Kromě výzvy k rychlé výstavbě oceláren, závodů na výrobu syntetického kaučuku a dalších továren zavedl Göring mzdové a cenové kontroly a omezil vydávání akciových dividend. I přes rostoucí deficity byly na vyzbrojování vykládány velké výdaje. Plány, které byly na konci roku 1938 představeny pro masivní nárůst námořnictva a letectva, nebylo možné splnit, protože Německu chyběly finance a materiální zdroje ke stavbě plánovaných jednotek a také potřebné palivo potřebné k udržení v chodu. Se zavedením povinné vojenské služby v roce 1935 se Reichswehr, který byl omezen podmínkami Versailleské smlouvy na 100 000 vojáků, rozšířil na 750 000 v aktivní službě na začátku druhé světové války, přičemž další milion byl v záloze. V lednu 1939 klesla nezaměstnanost na 301 800 a do září klesla na pouhých 77 500 lidí.

### Válečná ekonomika a nucené práce

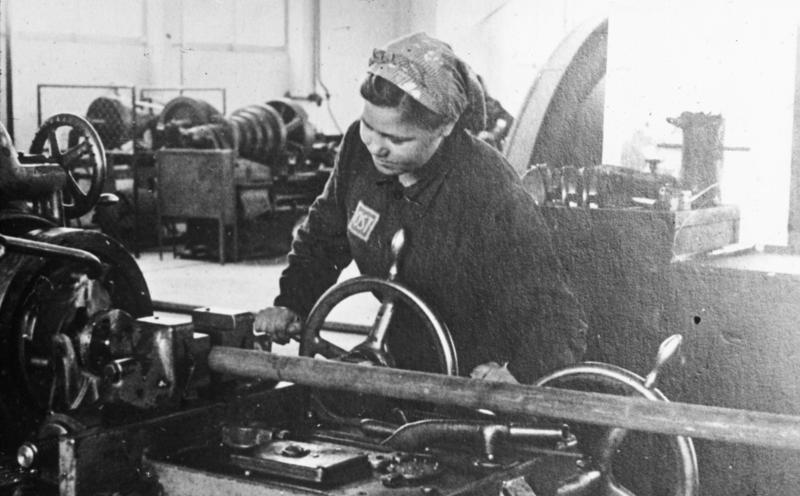
Dělnice s nášivkou Ostarbeiter v továrně IG Farben v Osvětimi

Nacistická válečná ekonomika představovala smíšenou ekonomiku kombinující volný trh s centrálním plánováním. Historik Richard Overy ji popisuje jako něco mezi plánovanou ekonomikou Sovětského svazu a kapitalistickým systémem Spojených států.
V roce 1942, po smrti ministra pro vyzbrojování Fritze Todta, Hitler jmenoval jeho nástupcem Alberta Speera. Válečné přidělování spotřebního zboží vedlo ke zvýšení osobních úspor, což byly finanční prostředky, které byly následně půjčovány vládě na podporu válečného úsilí. Do roku 1944 válka spotřebovávala 75 procent německého hrubého domácího produktu, ve srovnání s 60 procenty v Sovětském svazu a 55 procenty v Británii. Speer zlepšil výrobu centralizací plánování a kontroly, snížením výroby spotřebního zboží a využitím nucené práce a otroctví. Válečná ekonomika se nakonec do značné míry spoléhala na rozsáhlé zaměstnávání otrocké práce. Německo dovezlo a zotročilo přibližně 12 milionů lidí z 20 evropských zemí, aby mohli pracovat v továrnách a na farmách. Přibližně 75 procent bylo z Východní Evropy. Mnozí z nich se stali oběťmi spojeneckého bombardování, protože dostávali špatnou ochranu před nálety. Špatné životní podmínky vedly k vysoké míře nemocí, úrazů a úmrtí, jakož i sabotáží a trestné činnosti. Válečná ekonomika také spoléhala na rozsáhlé loupeže, nejprve prostřednictvím státního zmocnění se majetku židovských občanů a později drancováním zdrojů okupovaných území.
Zahraniční pracovníci přivedení do Německa byli rozděleni do čtyř klasifikací: hostující pracovníci, internovaný vojenský personál, civilní pracovníci a východní pracovníci. Každá skupina podléhala jiným předpisům. Nacisté vydali zákaz sexuálních vztahů mezi Němci a zahraničními pracovníky.
Okolo roku 1944 sloužilo v německých ozbrojených silách více než půl milionu žen jako pomocnice. Počet žen v placeném zaměstnání se od roku 1939 do roku 1944 zvýšil pouze o 271 000 (1,8 procenta). Vzhledem k tomu, že výroba spotřebního zboží byla omezena, ženy tato odvětví opustily za účelem zaměstnání ve válečné ekonomice. Rovněž brali zaměstnání, která dříve zastávali muži, zejména na farmách a v rodinných obchodech.
Velmi těžké spojenecké strategické bombardování se zaměřilo na rafinerie vyrábějící syntetický olej a benzín, stejně jako na německý dopravní systém, zejména na železniční uzly a kanály. Zbrojní průmysl se v září 1944 začal rozpadat. V listopadu palivové uhlí již nedosahovalo svých cílů a výroba nové výzbroje již nebyla možná. Overy tvrdí, že bombardování napjalo německou válečnou ekonomiku a přinutilo ji odvrátit až jednu čtvrtinu její pracovní síly a průmyslu na protiletadlovou výzbroj, což válku velmi pravděpodobně zkrátilo.
S nacistickým režimem spolupracovaly velké světové firmy, například Coca-Cola, IBM, Chase Bank, Kodak, Volkswagen, Deutsche Bank, Siemens, Allianz, Nestlé, General Motors nebo Ford. Nacistické uniformy navrhl člen NSDAP Hugo Boss. Společnosti BMW, Audi nebo Daimler-Benz využívaly ve svých továrnách nuceně nasazené dělníky a vězně z koncentračních táborů.
V květnu 1940 si u Švýcarské národní banky otevřela Říšská banka depozitní účet na své jméno, na který už ale od ledna téhož roku proudilo uloupené zlato z národních bank v okupované Evropě. Ministr říšského hospodářství a válečný prezident Říšské banky Walther Funk po válce napsal, že bez švýcarské prádelny by Říše nemohla „přežít více než dva měsíce“. Suroviny potřebné k vedení války, především železnou rudu z Kiruny, dodávalo neutrální Švédsko.

### Finanční vykořisťování dobytých území

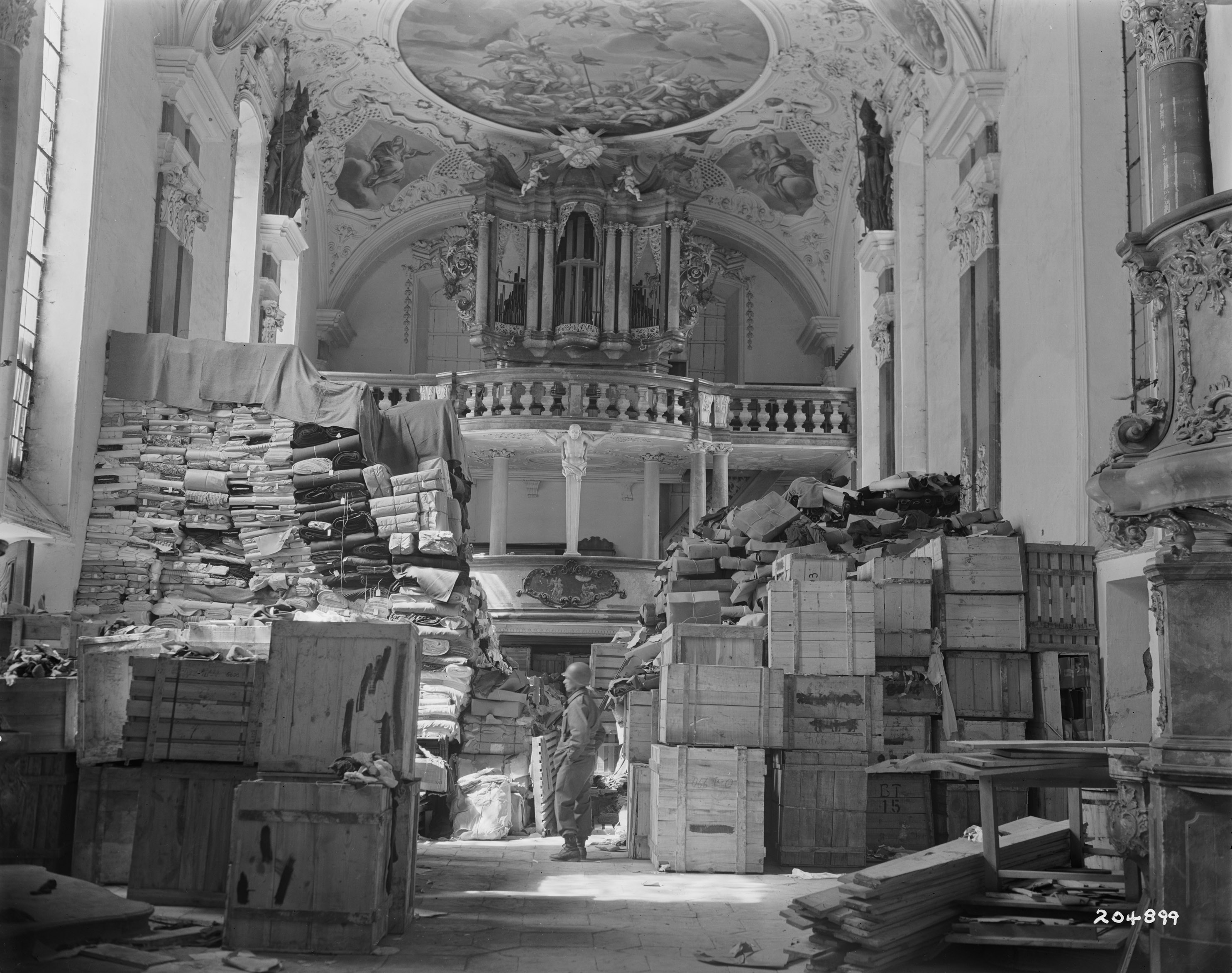
Německá kořist uložená v Schlosskirche v Ellingenu, Bavorsko (duben 1945)

V průběhu války nacisté z okupované Evropy vytěžili značnou kořist. Historik a válečný zpravodaj William L. Shirer píše: „Celkové množství (nacistické) kořisti nebude nikdy známo; ukázalo se, že je nad schopnost člověka jej přesně spočítat.“ Rezervy zlata a další zahraniční podíly byly národním bankám okupovaných národů zabaveny , zatímco obvykle byly ukládány jako velké „okupační náklady“. Na konci války byly nacistické náklady vyčísleny na 60 miliard říšských marek, přičemž samotná Francie zaplatila 31,5 miliardy. Francouzská centrální banka byla nucena poskytnout 4,5 miliardy říšských marek v „úvěrech“ Německu, zatímco dalších 500 000 říšských marek bylo hodnoceno nacisty přes Vichistickou Francii ve formě „poplatků“ a dalších různých naúčtování. Nacisté podobným způsobem vykořisťovali další dobyté národy. Po válce dospěl United States Strategic Bombing Survey k závěru, že Německo získalo 104 miliard říšských marek v podobě okupačních nákladů a dalších převodů bohatství z okupované Evropy, včetně dvou třetin hrubého domácího produktu Belgie a Nizozemska. 
Nacistické plenění zahrnovalo soukromé a veřejné umělecké sbírky, artefakty, drahé kovy, knihy a osobní věci. Obzvláště Hitler a Göring se zajímali o získání ukradených uměleckých pokladů z okupované Evropy. Hitler plánoval využít ukradené umění k naplnění galerií plánovaného Führermuseum (Vůdcova muzea) a Göring pro svou osobní sbírku. Göring poté, co během šesti měsíců po německé invazi zabavil téměř všechna polská umělecká díla okupovaného Polska, vytvořil sbírku v hodnotě více než 50 milionů říšských marek. V roce 1940 byla zřízena Rosenbergova pracovní skupina Reichsleiter, jejímž úkolem bylo vykořisťovat umělecká díla a kulturní materiály z veřejných a soukromých sbírek, knihoven a muzeí po celé Evropě. Francie utrpěla největší rozsah nacistického plenění. Do Německa bylo odesláno asi 26 000 železničních vozů s uměleckými poklady, nábytkem a dalšími drancovanými předměty. V lednu 1941 Rosenberg odhadl, že vyrabované poklady z Francie mají hodnotu více než jedné miliardy říšských marek. Kromě toho vojáci drancovali nebo nakupovali zboží jako různé výrobky a oděvy - předměty, které se v Německu těžko získávaly - domů.
Rovněž byly odebírány položky jako zboží a suroviny. Ve Francii bylo během války zabaveno odhadem 9 000 000 tun obilí (75 procent ovsa), dále 80 procent zásob ropy a 74 procent produkce oceli. Hodnota této kořisti se odhaduje na 184,5 miliardy franků. V Polsku začalo drancování surovin ještě předtím, než německá invaze skončila.
S operaci Barbarossa byl drancován také Sovětský svaz. Jen v roce 1943 bylo do Německa odvezeno 9 000 000 tun obilí, 2 000 000 tun krmiva, 3 000 000 tun brambor a 662 000 tun masa. V průběhu německé okupace bylo ukořistěno asi 12 milionů prasat a 13 milionů ovcí. Hodnota této kořisti se odhaduje na 4 miliardy říšských marek. Tento relativně nízký počet ve srovnání s okupovanými národy západní Evropy lze připsat ničivým bojům na východní frontě.

## Rasová politika a eugenika

### Rasismus a antisemitismus
Rasismus a antisemitismus byly základními principy nacistické strany a nacistického režimu. Rasová politika nacistického Německa byla založena na jejich víře v existenci nadřazené rasy. Nacisté předpokládali existenci rasového konfliktu mezi árijskou rasou a podřízenými rasami, zejména Židy, kteří byli považováni za smíšenou rasu, která pronikla do společnosti a byla zodpovědná za vykořisťování a potlačování árijské rasy.

### Pronásledování Židů

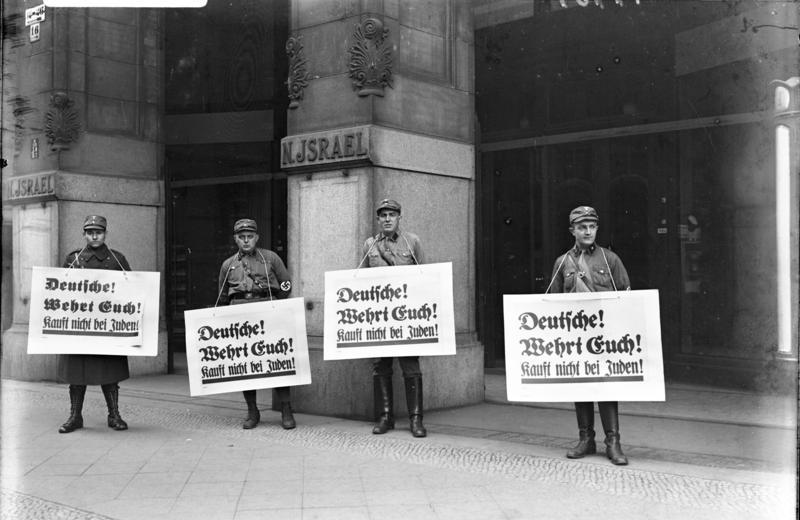
Nacistický bojkot židovských podniků, duben 1933. Na plakátech je uvedeno: „Němci! Braňte se! Nekupujte od Židů!“

Diskriminace Židů začala okamžitě po uchopení moci. Po měsíční sérii útoků členů SA na židovské podniky a synagogy vyhlásil Hitler 1. dubna 1933 národní bojkot židovských podniků. Zákon o obnovení úřednictva (Gesetz zur Wiederherstellung des Berufsbeamtentums), který byl přijat 7. dubna, přinutil všechny neárijské státní zaměstnance, aby odešli z právnické profese a státní služby. Podobná legislativa brzy připravila ostatní židovské profesionály o právo praktikovat a dne 11. dubna byl vyhlášen výnos, který stanovil, že každý, kdo má dokonce jen jednoho židovského rodiče nebo prarodiče, je považován za neárijce. V rámci snahy o odstranění židovského vlivu z kulturního života členové německého Spolku nacionálně socialistických studentů odstranili z knihoven všechny knihy považované za jiné než německé a 10. května se konalo celostátní pálení knih.
Režim používal násilí a ekonomický tlak k donucení Židů, aby dobrovolně zemi opustili. Židovským podnikům byl odepřen přístup na trhy, zakázáno jim inzerovat a byl jim odepřen přístup k vládním zakázkám. Občané byli obtěžováni a vystaveni násilným útokům. Mnoho měst zavedlo značky znamení zakazující vstup Židům.
7. listopadu 1938 mladý Žid jménem Herschel Grynszpan zastřelil Ernsta vom Ratha, sekretáře německého velvyslanectví v Paříži, na protest proti zacházení se svou rodinou v Německu. Tato událost poskytla záminku k pogromu, který nacisté podnítili proti Židům o dva dny později. Členové SA poškodili nebo zničili synagogy a židovský majetek po celém Německu. Během tohoto pogromu, později známého jako Křišťálová noc, bylo zabito nejméně 91 německých Židů. V nadcházejících měsících byla na Židy uvalena další omezení - bylo jim zakázáno vlastnit podniky nebo pracovat v maloobchodech, řídit auta, chodit do kina, navštívit knihovnu nebo vlastnit zbraně a židovští žáci byli ze škol propuštěni. Židovská komunita dostala pokutu ve výši jedné miliardy marek k úhradě škod způsobených Křišťálovou nocí a řekla, že budou zabaveny všechny pojistné dohody. Do roku 1939 do Spojených států, Argentiny, Velké Británie, Palestiny a dalších zemí emigrovalo přibližně 250 000 ze 437 000 německých Židů. Mnozí se rozhodli zůstat v kontinentální Evropě. Emigranti do Palestiny tam směli převádět majetek podle podmínek Haavarské dohody, ale ti, kteří se stěhovali do jiných zemí, museli ponechat na místě prakticky veškerý svůj majetek a vláda jej zabavila.

### Pronásledování Romů
Stejně jako Židé byli i Romové od raných dob režimu pronásledováni. Bylo jim zakázáno brát si lidi z německých řad. Od roku 1935 byly posíláni do koncentračních táborů a mnoho jich bylo zabito. Po invazi do Polska bylo z Německa deportováno 2 500 Romů a Sintů do Generalního gouvernementu, kde byli uvězněni v pracovních táborech. Přeživší byli pravděpodobně vyhlazeni v Bełżci, Sobiboru nebo Treblince. Koncem roku 1941 bylo do Łódźského ghetta deportováno dalších 5 000 Sintů a rakouských Lalleri, kde podle odhadů zemřela polovina. Začátkem roku 1942 byli Romové, kteří přežili ghetto, přesunuti do vyhlazovacího tábora v Chelmnu.
Nacisté měli v úmyslu deportovat všechny Romy z Německa a za tímto účelem zřídili Zigeunerlager (romské tábory). Himmler nařídil jejich deportaci z Německa v prosinci 1942, až na několik výjimek. Do koncentračního tábora v Osvětimi bylo deportováno celkem 23 000 Romů, z nichž 19 000 zemřelo. Mimo Německo byli Romové pravidelně využíváni k nuceným pracím, i když byli mnozí zabiti. V pobaltských státech a Sovětském svazu zabily SS, německá armáda a Einsatzgruppen 30 000 Romů. V okupovaném Srbsku bylo zabito 1 000 až 12 000 Romů, zatímco téměř všech 25 000 Romů žijících v nezávislém státě Chorvatsko bylo zabito. Odhady na konci války uváděly celkový počet obětí přibližně 220 000, což odpovídá přibližně 25 procentům romské populace v Evropě.

### Jiné pronásledované skupiny

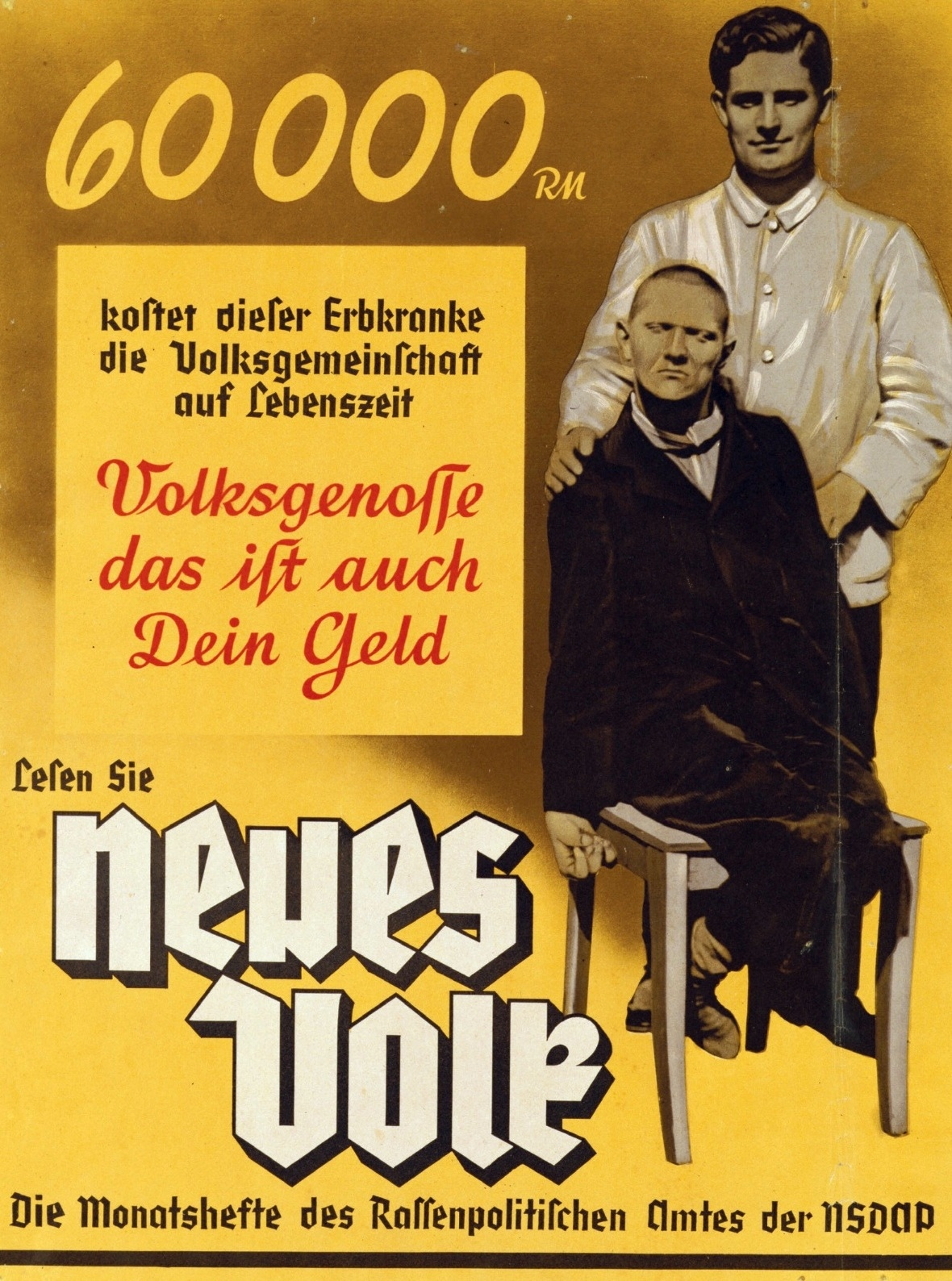
Plakát z Úřadu pro rasovou politiku nacistické strany: „60 000 říšských marek tato osoba s dědičným onemocněním stojí společnost během svého života. Spoluobčan jsou také vaše peníze.“

Akce T4 byla programem systematické likvidace tělesně a duševně postižených a pacientů v psychiatrických léčebnách, která probíhala hlavně v letech 1939 až 1941 a pokračovala až do konce války. Zpočátku byly oběti zastřeleny jednotkami Einsatzgruppen a dalšími; plynové komory a plynové dodávky využívající oxid uhelnatý byly používány počátkem roku 1940. Podle zákona o prevenci dědičně nemocných potomků přijatého 14. července 1933, podstoupilo povinnou sterilizaci více než 400 000 osob. Více než polovina z nich byla považována za mentálně nezpůsobilé, což zahrnovalo nejen lidi, kteří špatně zaznamenali výsledky testů inteligence, ale i ty, kteří se odchýlili od očekávaných standardů chování, pokud jde o šetrnost, sexuální chování a čistotu. Většina obětí pocházela ze znevýhodněných skupin jako prostitutky, chudí, bezdomovci a zločinci. Mezi další pronásledované a zabíjené skupiny patřili svědkové Jehovovi, homosexuálové, sociální případy a členové politické a náboženské opozice.

### Generalplan Ost
Východní fronta byla založena na Hitlerově dlouhodobém názoru, že Židé jsou velkým nepřítelem německého lidu a že pro německou expanzi je zapotřebí životní prostor. Hitler zaměřil svou pozornost na východní Evropu s cílem dobýt Polsko a Sovětský svaz. Po okupaci Polska v roce 1939 byli všichni Židé žijící v Generálním gouvernementu uvězněni v ghettech a fyzicky zdatní byli povinni vykonávat nucené práce. V roce 1941 se Hitler rozhodl úplně zničit polský národ; během 15 až 20 let měla být Generální gouvernement zbaven etnických Poláků a osídlen německými kolonisty. Asi 3,8 až 4 miliony Poláků by zůstalo otroky, což byla součást otrocké pracovní síly ve výši 14 milionů, kterou nacisté chtěli vytvořit pomocí občanů dobytých národů.
Generalplan Ost vyzýval k deportaci populace okupované východní Evropy a Sovětského svazu na Sibiř, k použití jako otrocké práce nebo k likvidaci. Aby se určilo, kdo bude zlikvidován, vytvořil Himmler Volksliste - systém klasifikace lidí považovaných za příslušníky německé krve Nařídil, aby ti germánského původu, kteří odmítli být klasifikováni jako etničtí Němci, byli deportováni do koncentračních táborů, nechali jim zabavit děti nebo byli přiděleni na nucené práce. Plán zahrnoval také únosy a zabavení dětí považovaných za árijsko-severské, u nichž se předpokládalo, že jsou germánského původu. Cílem bylo provést Generalplan Ost po dobytí Sovětského svazu, ale když se invaze nezdařila, musel Hitler zvážit i jiné možnosti. Jedním z návrhů byla masová nucená deportace Židů do Polska, Palestiny nebo na Madagaskar.
Kromě eliminace Židů nacisté plánovali snížit počet obyvatel dobytých území o 30 milionů lidí hladem v akci zvané Hladový plán (Hungerplan). Zásoby potravin by byly přesměrovány na německou armádu a německé civilisty. Města by byla zbourána a zem by byla zalesněna nebo osídlena německými kolonisty. Hladový plán a Generalplan Ost by společně vedly k hladovění 80 milionů lidí v Sovětském svazu. Tyto částečně splněné plány vyústily v democidiní úmrtí odhadovaných 19,3 milionů civilistů a válečných zajatců po celém SSSR a jinde v Evropě. V průběhu války ztratil Sovětský svaz celkem 27 milionů lidí; méně než devět milionů z nich bylo bojových úmrtí. Jeden ze čtyř sovětských obyvatel byl zabit nebo zraněn.

### Holocaust a konečné řešení

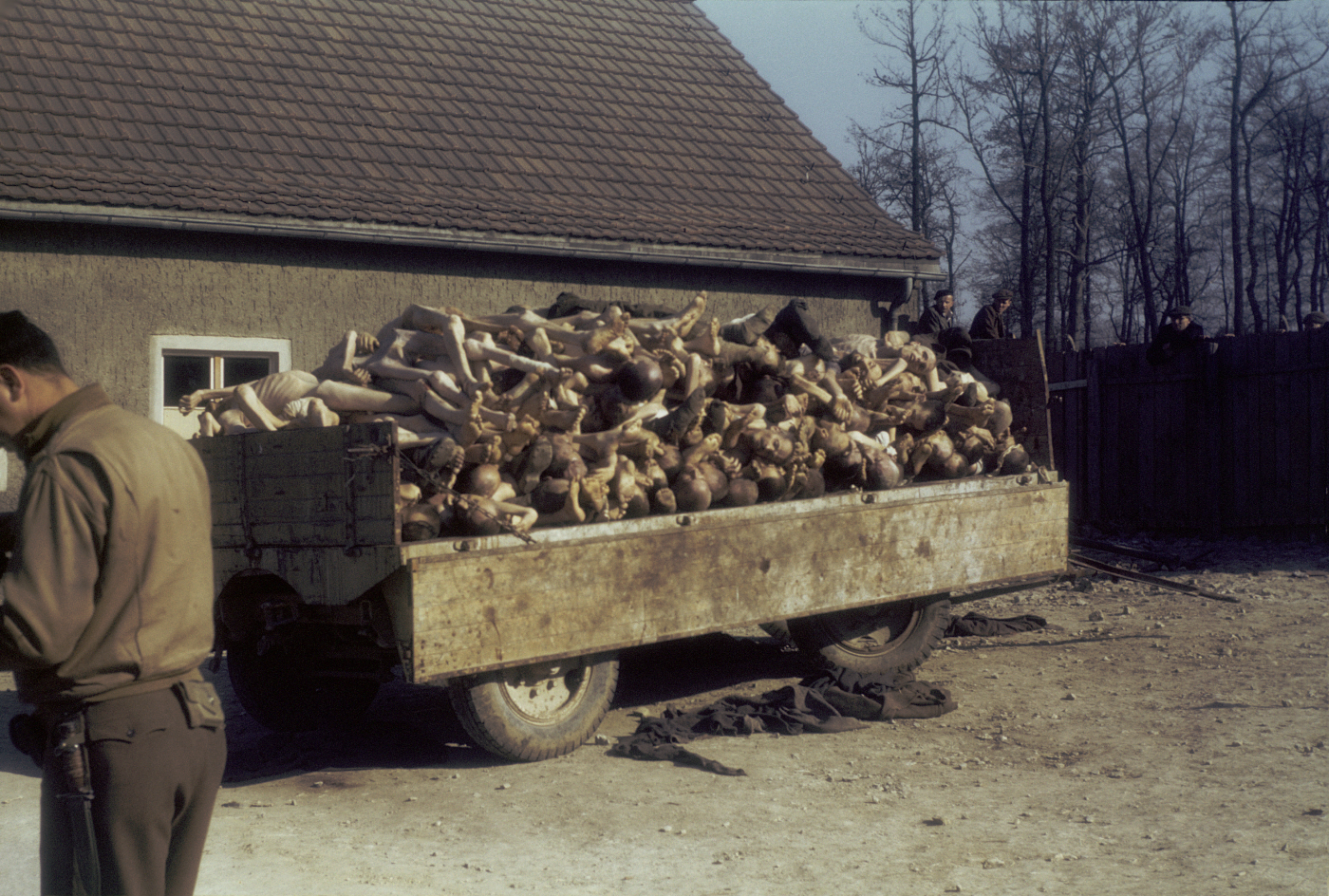
Valník plný mrtvol v koncentračním táboře Buchenwald po osvobození americkou armádou, 1945

Přibližně v době neúspěšné ofenzívy u Moskvy v prosinci 1941 se Hitler rozhodl, že evropští Židé mají být okamžitě vyhlazeni. Zatímco na okupovaných územích Polska a Sovětského svazu pokračovalo vraždění židovských civilistů, byly na konferenci ve Wannsee 20. ledna 1942 formalizovány plány na úplné vymýcení židovského obyvatelstva v Evropě - jedenácti milionů lidí. Někteří se upracovali k smrti a zbytek byl zabit při implementaci konečného řešení židovské otázky. Zpočátku byly oběti zabíjeny střelnými zbraněmi jednotkami Einsatzgruppen, poté plynovými komorami nebo plynovými dodávkami, ale tyto metody se ukázaly v tomto rozsahu nepraktické. V roce 1942 byly zřízeny vyhlazovací tábory vybavené plynovými komorami v Osvětimi, Chełmnu, Sobiboru, Treblince a dalších místech. Celkový počet zavražděných Židů se odhaduje na 5,5 až 6 milionů včetně více než milionu dětí.
Spojenci obdrželi informace o vraždách od polské exilové vlády a polského vedení ve Varšavě, založené hlavně na zpravodajských informacích z polského podzemí. Němečtí občané měli přístup k informacím o tom, co se dělo, protože vojáci vracející se z okupovaných území informovali o tom, co viděli a prováděli. Historik Richard J. Evans uvádí, že většina německých občanů s genocidou nesouhlasila.

### Útlak Poláků

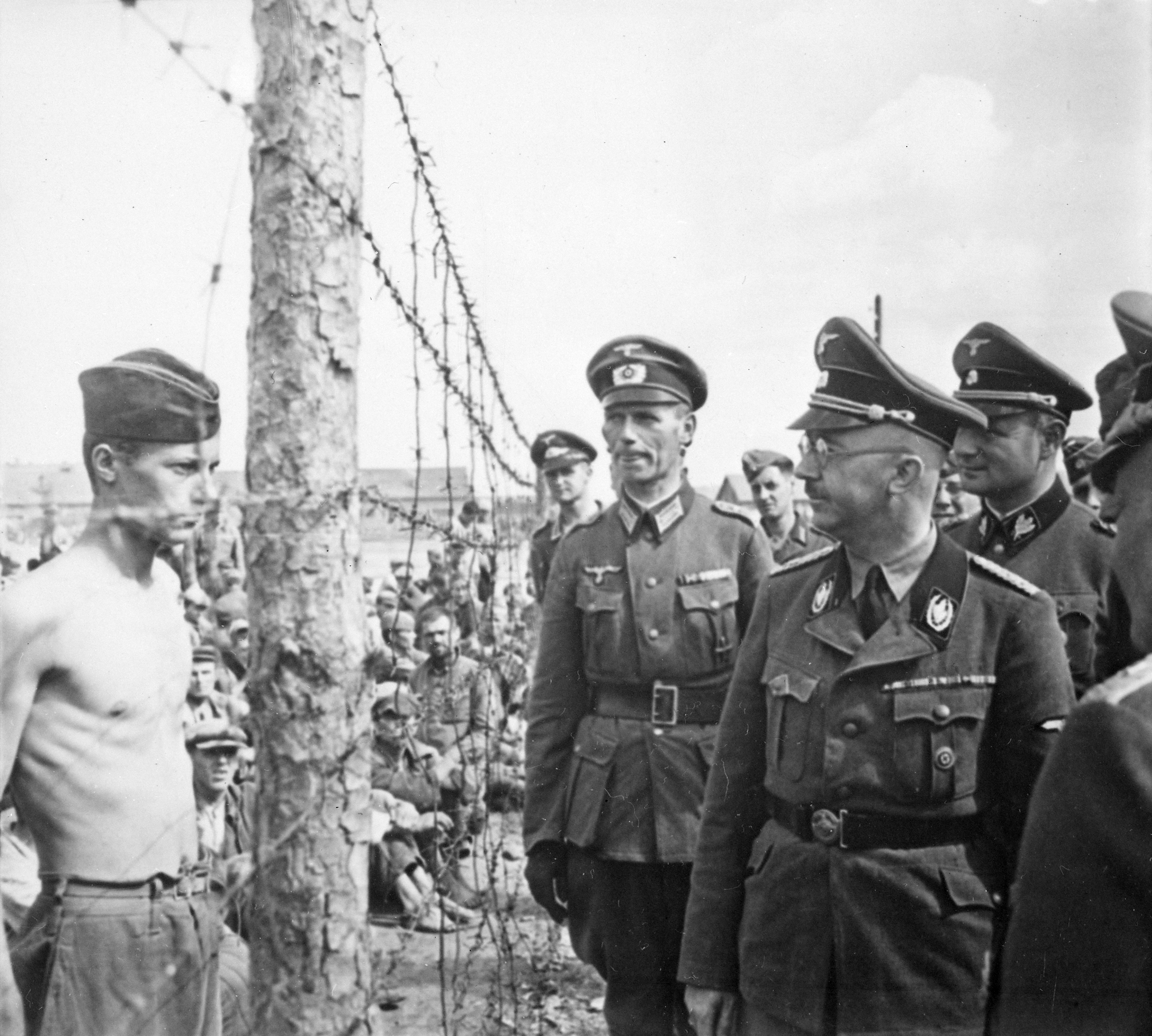
Reichsführer-SS Heinrich Himmler na návštěvě tábora pro sovětské zajatce na podzim 1941.

Poláci byli nacisty považováni za podlidi a neárijce a během německé okupace Polska přišlo o život 2,7 milionu etnických Poláků. Polští civilisté byli vystaveni nuceným pracím v německém průmyslu, internaci a rozsáhlému vyhošťování, aby uvolnili cestu německým kolonistům, a masovým popravám. Německé orgány se systematicky snažily zničit polskou kulturu a národní identitu. Během operace AB-Aktion bylo mnoho univerzitních profesorů a členů polské inteligence zatčeno, transportováno do koncentračních táborů nebo popraveno. Během války ztratilo Polsko odhadem 39 až 45 procent svých doktorů a zubních lékařů, 26 až 57 procent právníků, 15 až 30 procent učitelů, 30 až 40 procent vědců a univerzitních profesorů a 18 až 28 procent duchovenstva.

### Špatné zacházení se sovětskými zajatci
Německé síly zajaly asi 5,75 milionu sovětských válečných zajatců, tedy více, než kolik zajaly všem spojeneckým silám dohromady. Odhadem zabili 3,3 milionu sovětských zajatců, přičemž 2,8 milionu z nich bylo zabito v období od června 1941 do ledna 1942. Mnoho válečných zajatců zemřelo hladem nebo se uchýlilo ke kanibalismu, zatímco byli drženi v táborech pod širým nebem v Osvětimi a jinde.
Od roku 1942 byli sovětští váleční zajatci považováni za zdroj nucených prací a bylo jim poskytnuto lepší zacházení, aby mohli pracovat. V prosinci 1944 pracovalo asi 750 000 sovětských válečných zajatců, mimo jiné v německých zbrojních továrnách (v rozporu s haagskými a ženevskými konvencemi), v dolech a na farmách.

## Obyvatelstvo

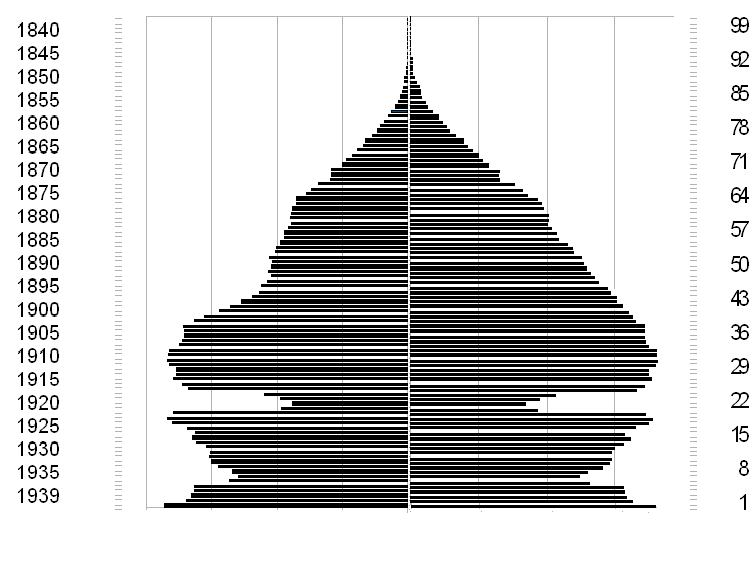
Věková pyramida roku 1939; Muži nalevo, ženy napravo. Silné zúžení je způsobeno špatnými obdobími kolem první světové války (viz mj. tuřínová zima, španělská chřipka a německá inflace v letech 1914 až 1923).

Podle sčítání lidu z roku 1939 žilo na území Německé říše 79 375 281 obyvatel, včetně zaměstnanců Říšské pracovní služby (RAD) a armády. To zahrnovalo 38 761 645 (48,83%) mužů a 40 613 636 (51,17%) žen. Z toho 24 187 422 (30,47%) žilo ve velkých městech, 29 875 968 (37,64%) v obcích od 2 000 do 100 000 obyvatel a 25 311 777 (31,89%) v obcích do 2 000 obyvatel. Bývalá oblast Pruska s mnoha provinciemi tvořila zdaleka největší populační oblast (40 941 155 obyvatel, tj. 51,58%). Rakousko, které již v tomto okamžiku „bylo přidruženo“, představovalo 6 881 457 obyvatel (8,67%).

## Společnost

### Vzdělání

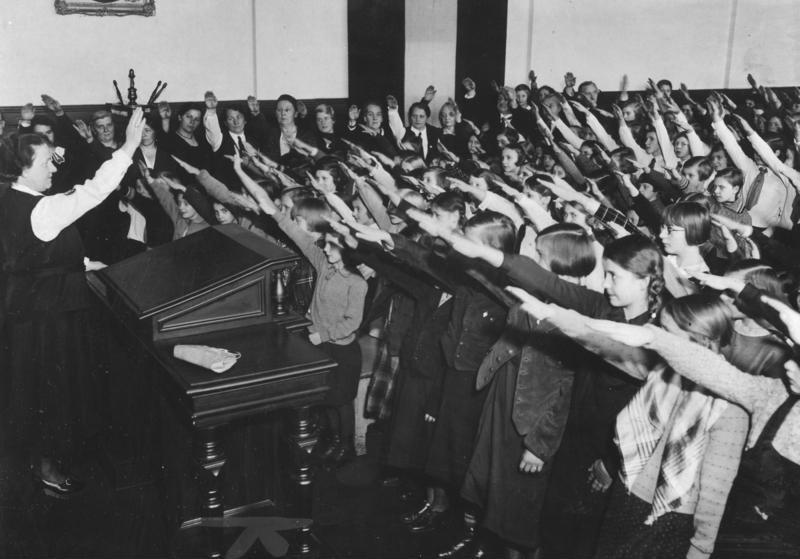
Nacistický pozdrav ve škole (1934); děti byly indoktrinovány v raném věku.

Antisemitská legislativa přijatá v roce 1933 vedla k odstranění všech židovských učitelů, profesorů a úředníků ze vzdělávacího systému. Většina učitelů byla povinna patřit do Národně socialistického svazu učitelů (NSLB; Nationalsozialistischer Lehrerbund) a univerzitní profesoři byli povinni se připojit ke svazu národně socialistických docentů (Nationalsozialistischer Deutscher Dozentenbund). Učitelé museli přísahat věrnost a poslušnost Hitlerovi a ti, kteří nedokázali prokázat dostatečnou shodu s ideály strany, byli často hlášeni studenty nebo kolegy učiteli a byli propuštěni. Nedostatek finančních prostředků na platy vedl k tomu, že mnoho učitelů toto povolání opustilo. Průměrná velikost třídy vzrostla z 37 žáků v roce 1927 na 43 v roce 1938 kvůli výslednému nedostatku učitelů.
Ministr vnitra Wilhelm Frick a Bernhard Rust z říšského ministerstva vědy, školství a kultury a další agentury vydávali časté a často protichůdné směrnice týkající se obsahu lekcí a přijatelných učebnic pro použití na základních a středních školách. Knihy považované za nepřijatelné pro režim byly ze školních knihoven odstraněny. V lednu 1934 byla indoktrinace v nacistické ideologii povinná. Studenti vybraní jako budoucí členové stranické elity byli od 12 let indoktrinováni ve školách Adolfa Hitlera pro základní vzdělávání a v Nacionálně-politických výchovných ústavech (Nationalpolitische Erziehungsanstalten) pro střední školy. Podrobná indoktrinace budoucích držitelů elitní vojenské hodnosti byla provedena na školách NS-Ordensburgen.
Základní a střední vzdělání bylo zaměřené na rasovou biologii, populační politiku, kulturu, geografii a fyzickou zdatnost. Učební plán většiny předmětů včetně biologie, zeměpisu a dokonce i aritmetiky, byl změněn, aby se změnilo zaměření na rasu. Vojenská výchova se stala ústřední součástí tělesné výchovy a výuka fyziky byla zaměřena na předměty s vojenskými aplikacemi jako balistika a aerodynamika. Studenti byli povinni sledovat všechny filmy připravené školní divizí říšského ministerstva pro veřejnou osvětu a propagandu.
Na univerzitách byla jmenování do nejvyšších funkcí předmětem mocenských bojů mezi ministerstvem školství, univerzitními radami a Národněsocialistickou německou studentskou ligou. Navzdory tlaku ze strany Ligy a různých vládních ministerstev většina profesorů univerzity během nacistického období své přednášky ani osnovy nezměnila. To platilo zejména pro univerzity umístěné v převážně katolických regionech. Zápis na německé univerzity poklesl ze 104 000 studentů v roce 1931 na 41 000 v roce 1939, ale počet zápisů na lékařské fakulty prudce vzrostl, protože židovští lékaři byli nuceni toto povolání opustit, takže absolventi medicíny měli dobré pracovní vyhlídky. Od roku 1934 se od univerzitních studentů vyžadovalo časté a časově náročné vojenské školení vedené SA. Studenti prvního ročníku také museli sloužit šest měsíců v pracovním táboře pro říšskou pracovní službu; od studentů druhého ročníku se vyžadovalo dalších deset týdnů služby.

### Úloha žen a rodiny

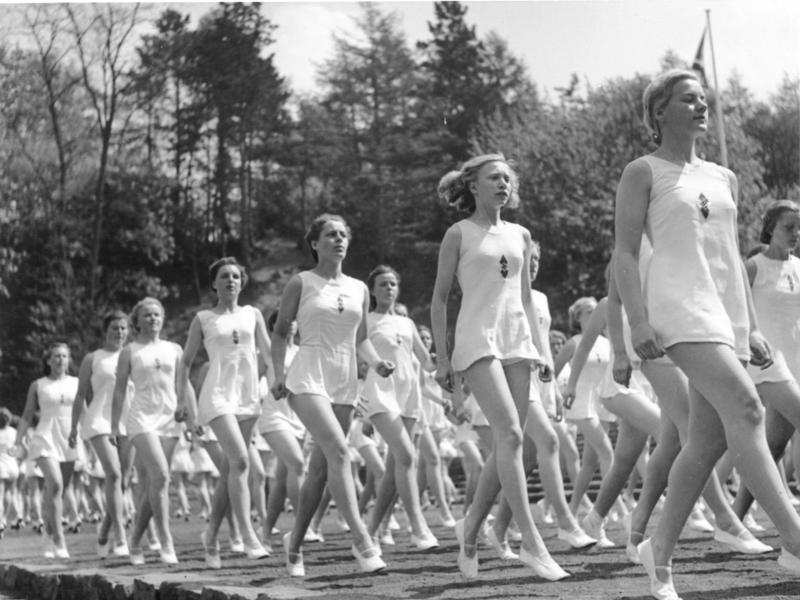
Mladé ženy ze Svazu německých dívek cvičí v roce 1941 gymnastiku

Ženy byly základním kamenem nacistické sociální politiky. Nacisté se postavili proti feministickému hnutí a tvrdili, že jde o stvoření židovských intelektuálů a místo toho prosazovali patriarchální společnost, v níž by německá žena uznala, že její „svět je manžel, rodina, děti a domov“. Feministické skupiny byly uzavřeny nebo začleněny do Národně socialistické ženské ligy, která koordinovala skupiny po celé zemi na podporu mateřství a aktivit v domácnosti. Byly nabízeny kurzy týkající se výchovy dětí, šití a vaření. Prominentní feministky, včetně Anity Augspurgové, Lidy Gustavy Heymannové a Helene Stöckerové, odešly žít do exilu. Liga vydávala NS-Frauen-Warte, jediný časopis pro ženy schválený nacisty; i přes některé aspekty propagandy šlo převážně o časopis pro běžnou ženu.
Ženy byly povzbuzovány, aby opustily pracovní místa a tvorba početných rodin s rasově vhodnými ženami byla hlásána propagandistickou kampaní. Ženy získaly bronzovou cenu - známou jako Čestný kříž německé matky (Ehrenkreuz der Deutschen Mutter) - za narození čtyři děti, stříbro za šest a zlato za osm a více. Velké rodiny dostávaly dotace na pomoc s výdaji. Ačkoli opatření vedla ke zvýšení porodnosti, počet rodin se čtyřmi a více dětmi mezi lety 1935 a 1940 poklesl o pět procent. Odstranění žen z pracovních míst nemělo zamýšlený účinek uvolnění pracovních míst pro muže, protože ženy byly z velké části zaměstnány jako domácí služebnice, tkalkyně nebo v potravinářském a nápojovém průmyslu - práce, o kterou muži neměli interest. Nacistická filozofie zabránila velkému počtu žen, aby v době před válkou pracovaly v továrnách k výrobě munice, takže byli přiváženi zahraniční dělníci. Po vypuknutí války byla ve velkém využívána otrocká práce. V lednu 1943 Hitler podepsal dekret, který požadoval, aby se všechny ženy mladší padesáti let hlásily k pracovním úkolům na pomoc válečnému úsilí. Poté byly ženy převedeny na zemědělské a průmyslové práce a v září 1944 pracovalo na výrobě střeliva 14,9 milionu žen.
Nacističtí vůdci podporovali myšlenku, že racionální a teoretická práce je povaze ženy cizí a jako takové ženy odrazuje od hledání vysokoškolského vzdělání. Zákon přijatý v dubnu 1933 omezil počet žen přijatých na univerzitu na deset procent z počtu účastníků mužského pohlaví. Výsledkem bylo snížení počtu žen zapsaných na střední školy ze 437 000 v roce 1926 na 205 000 v roce 1937. Počet žen zapsaných na střední školy klesl ze 128 000 v roce 1933 na 51 000 v roce 1938. Avšak s požadavkem, aby muži byli zařazeni do ozbrojených složek během války zahrnovaly ženy do roku 1944 polovinu zápisu do postsekundárního systému.
Očekávalo se, že ženy budou silné, zdravé a vitální. Robustní rolnická žena, která pracovala na poli a porodila silné děti, byla považována za ideální a ženy byly chváleny za to, že mají atletický vzhled a jsou opálené z práce venku. Vznikly organizace pro indoktrinaci nacistických hodnot. Od 25. března 1939 bylo členství v Hitlerjugend povinné pro všechny děti starší deseti let. Sekce Jungmädelbund (svaz mladých dívek) Hitlerjugend byla určena pro dívky ve věku 10 až 14 let a Bund Deutscher Mädel (BDM; svaz německých dívek) pro mladé ženy ve věku 14 až 18 let. Činnosti BDM se zaměřovaly na tělesnou výchovu, zejména na běh, skok do dálky, kotrmelce, chůze po laně, pochodování a plavání.
Nacistický režim prosazoval liberální kodex chování týkající se sexuálních záležitostí a byl nakloněn ženám, které měly mimomanželské děti. S postupující válkou se promiskuita zvyšovala, přičemž neprovdaní vojáci byli často úzce v kontaktu s několika ženami současně. Manželky vojáků měly často mimomanželský vztah. Sex byl někdy používán jako komodita k získání lepší práce od zahraničního dělníka. Letáky přikazovaly německým ženám, aby se vyhýbaly vztahům se zahraničními pracovníky jako nebezpečí pro jejich krev.
Se Hitlerovým souhlasem měl Himmler v úmyslu, aby nová společnost nacistického režimu destigmatizovala nelegitimní porody, zejména dětí zplozených členy SS, kteří byli prověřeni kvůli rasové čistotě. Doufal, že každá rodina SS bude mít čtyři až šest dětí. Sdružení Lebensborn, založené Himmlerem v roce 1935, vytvořilo řadu mateřských domovů k ubytování svobodných matek během těhotenství. Oba rodiče byli před přijetím vyšetřeni z hlediska rasové vhodnosti. Výsledné děti byly často adoptovány do rodin SS. Domovy byly také k dispozici manželkám členů SS a nacistické strany, které rychle zaplnily více než polovinu dostupných míst.
Stávající zákony zakazující potraty, kromě lékařských důvodů, byly nacistickým režimem přísně vymáhány. Počet potratů klesl z 35 000 ročně na počátku 30. let na méně než 2 000 ročně na konci desetiletí, ačkoli v roce 1935 byl přijat zákon umožňující potraty z eugenických důvodů.

### Zdraví

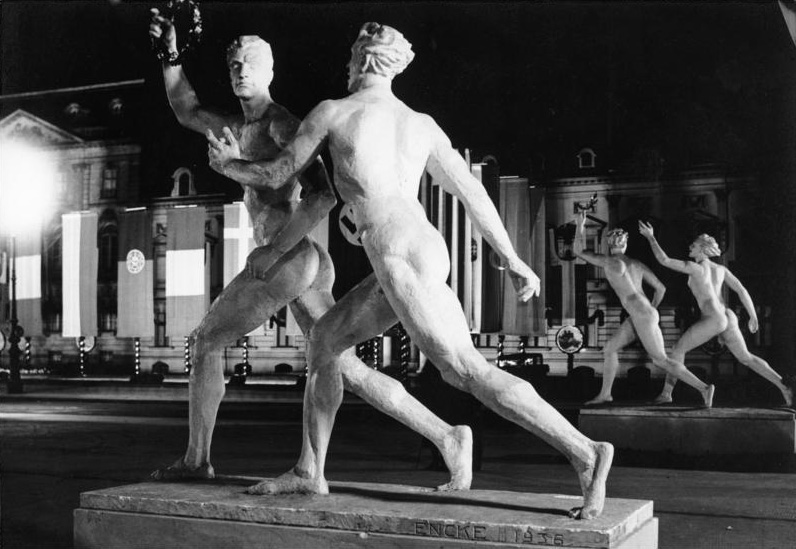
Pro letní olympijské hry 1936 byly v ulicích Berlína vztyčeny sochy představující ideální tělo.

V nacistickém Německo bylo silné protikuřácké hnutí, protože průlomový výzkum Franze H. Müllera v roce 1939 prokázal příčinnou souvislost mezi kouřením a rakovinou plic. Říšský zdravotnický úřad přijal opatření, aby se pokusil kouření omezit, včetně přednášek a brožur. Na mnoha pracovištích, ve vlacích a mezi příslušníky vojsk ve službě bylo kouření zakázáno. Vládní agentury rovněž pracovaly na kontrole dalších karcinogenních látek jako azbest a pesticidy. V rámci veřejné zdravotní kampaně byly vyčištěny zásoby vody, ze spotřebního zboží odstraněno olovo a rtuť a ženy byly nuceny podstupovat pravidelné kontroly rakoviny prsu.
Vládní plány zdravotního pojištění byly k dispozici, ale Židům bylo od roku 1933 krytí zamítnuto. Ve stejném roce měli židovští lékaři zakázáno léčit pacienty pojištěné vládou. V roce 1937 bylo židovským lékařům zakázáno léčit nežidovské pacienty a v roce 1938 bylo jejich právo na lékařskou péči zcela zamítnuto.
Lékařské experimenty, mnohé pseudovědecké, byly od roku 1941 prováděny na vězních v koncentračních táborech. Nejznámějším lékařem provádějícím lékařské experimenty byl SS-Hauptsturmführer Dr. Josef Mengele, táborový lékař v Osvětimi. Mnoho z jeho obětí zemřelo nebo bylo úmyslně zabito. Vězni z koncentračního tábora byli dáni k dispozici farmaceutickým společnostem k testování drog a dalších experimentů.

### Environmentalismus
Nacistická společnost měla prvky podporující práva zvířat a mnoho lidí mělo rádo zoo a divokou zvěř. Vláda přijala několik opatření k zajištění ochrany zvířat a životního prostředí. V roce 1933 nacisté přijali přísný zákon na ochranu zvířat, který ovlivňoval to, co bylo povoleno pro lékařský výzkum. Zákon byl prosazován pouze volně a navzdory zákazu vivisekce ministerstvo vnitra pohotově vydávalo povolení k pokusům na zvířatech.
Říšský lesnický úřad pod Göringovým vedením prosadil předpisy, které vyžadovaly, aby lesníci zasadili různé stromy a zajistili vhodná stanoviště pro divokou zvěř. V roce 1933 byl přijat nový říšský zákon o ochraně zvířat. Režim přijal říšský zákon o ochraně přírody v roce 1935, aby chránil přírodní krajinu před nadměrným hospodářským rozvojem. Umožnil vyvlastnění půdy v soukromém vlastnictví k vytvoření přírodních rezervací a pomohl při plánování na velké vzdálenosti. Vznikly snahy omezit znečištění ovzduší, ale jakmile začala válka, došlo na malé vymáhání stávajících právních předpisů.

### Církve

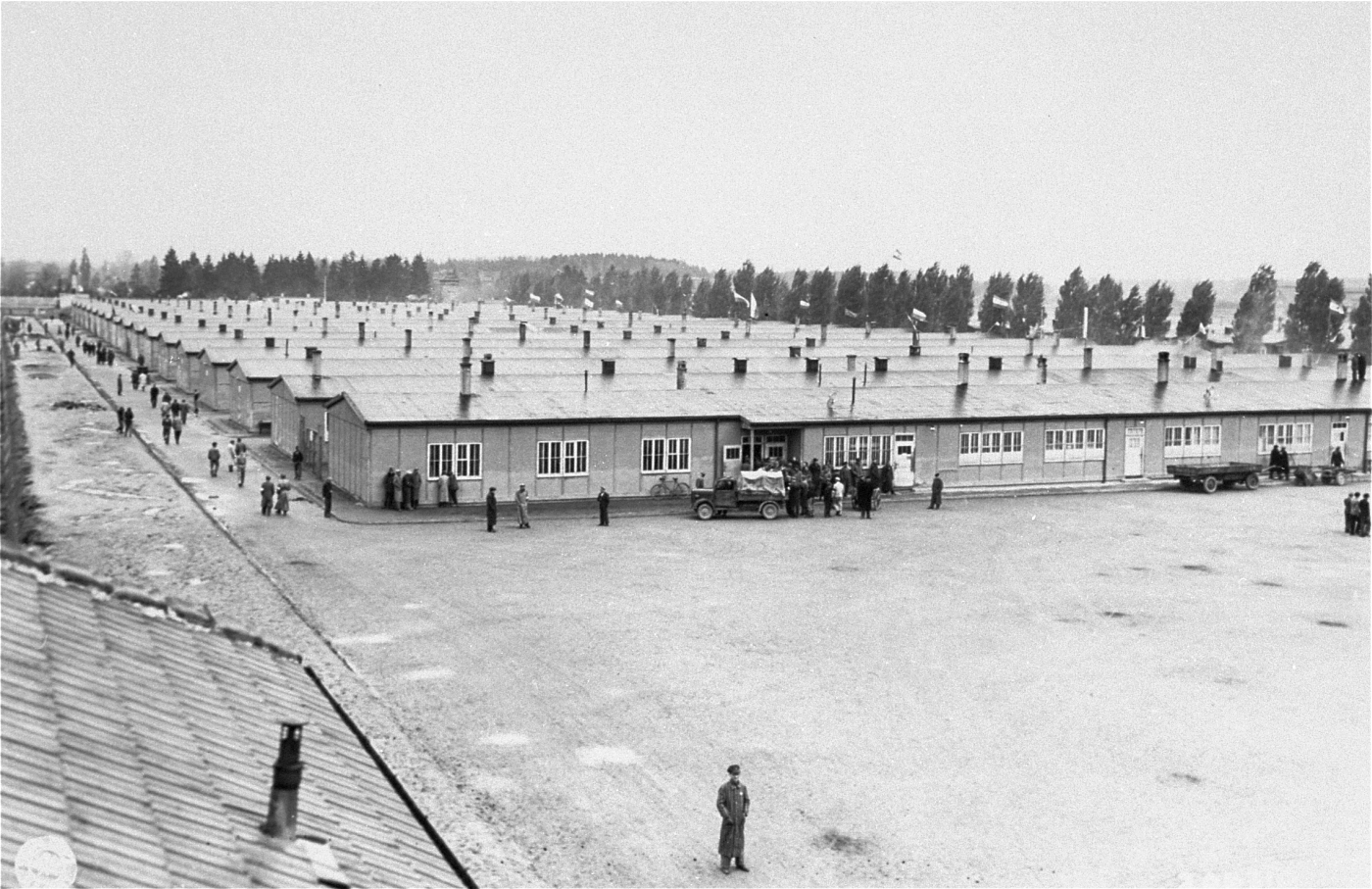
Vězeňská kasárna v koncentračním táboře Dachau, kde nacisté v roce 1940 zřídili vyhrazená kasárna pro duchovní odpůrce režimu

Vlajka hnutí Německých křesťanů (Deutsche Christen), 1934

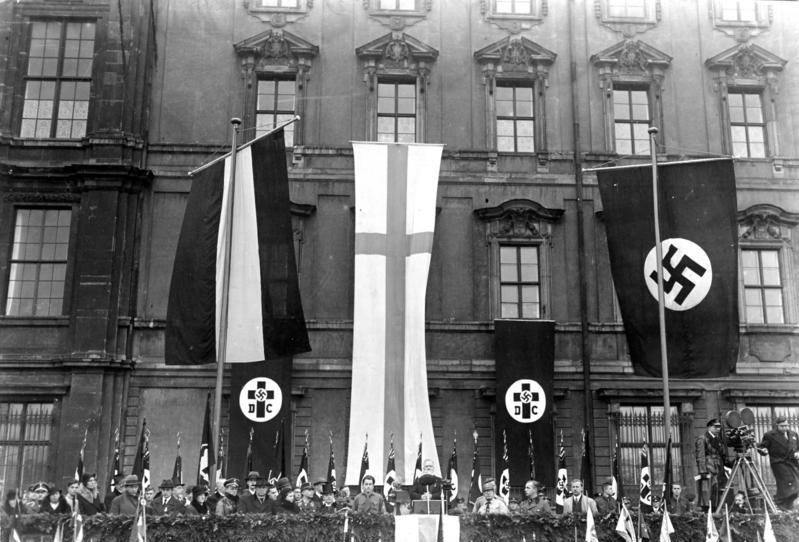
Shromáždění Německých křesťanů v Berlíně roku 1933 k svátku Martina Luthera (biskup Hossenfelder při proslovu).

Postoj nacistů k církvím nebyl jednoznačný, ale ze strany nacistů převažovalo spíš hluboké nepřátelství a často i tvrdé pronásledování. V Německu se však v roce 1933 hlásilo 68 milionů obyvatel ke křesťanské víře (62,7 % obyvatel se hlásilo k protestantismu a 32,4 % ke katolické církvi). Protestanti i katolíci zpočátku vesměs uvítali nástup nacismu k moci, jelikož od nacismu očekávali obnovu starých tradičních hodnot z dob císařství, které za Výmarské republiky upadaly. Vysoce postaveným duchovním imponovaly sociální a politické cíle nacistů, jak o tom svědčí i pastýřský list bavorských biskupů z 12. listopadu 1933, v němž je zmínka o záchraně Německa před bolševismem. Ovšem v nacistickém Německu byla velmi rychle stanovena jasná hranice mezi církevními záležitostmi, do nichž se nemá plést stát, a záležitostmi státu, do nichž se nemají plést církve. Dne 20. července 1933 uzavřelo nacistické Německo konkordát se Svatým stolcem. I přes uzavření konkordátu postupovali nacisté vůči katolické církvi tvrdě – katolický tisk byl cenzurován, úřady měly právo nepovolit procesí nebo uzavřít klášterní školy. Papež Pius XI. na tuto situaci zareagoval encyklikou S palčivou starostí, jejíž šíření nacisté v Německu zakázali. Encyklika byla nakonec jen ojedinělým případem vzdoru ve vztazích mezi Vatikánem a třetí říší. Do kritiky režimu se však i nadále pouštěli někteří domácí duchovní – např. biskup Clemens August hrabě von Galen. Do opozice vůči nacismu se dostala i protestantská Vyznávající církev a Ochranné sdružení farářů a jmenovitě pak např. evangeličtí duchovní Dietrich Bonhoeffer nebo Friedrich Justus Perels. Skupiny protinacistického odporu v církvích však byly izolované a nebylo jich mnoho. Církve vystupovaly otevřeně proti nacismu jen tehdy, pokud ohrožoval jejich teologickou nebo morální autonomii. Jedinou náboženskou organizací, která kladla rozhodný a vytrvalý odpor nacismu, byli Svědkové Jehovovi, kteří se ocitli mimo zákon nedlouho poté, co nacisté převzali moc.

## Kultura
Režim prosazoval koncept německé národnostní etnické komunity Volksgemeinschaft. Cílem bylo vybudovat beztřídní společnost založenou na rasové čistotě a vnímané potřebě připravit se na válku, dobytí a boj proti marxismu. Německá labouristická fronta založila v roce 1933 organizaci Kraft durch Freude (KdF; Radostí k síle). Kromě převzetí kontroly nad desítkami tisíc soukromě provozovaných rekreačních klubů nabízela vysoce regulované dovolené a zábavu jako plavby, prázdninové destinace a koncerty.
Reichskulturkammer (říšská kulturní komora) spadala od září 1933 pod ministerstvo propagandy. Byly zřízeny dílčí komory pro kontrolu aspektů kulturního života jako film, rozhlas, noviny, výtvarné umění, hudba, divadlo a literatura. Od členů těchto profesí se vyžadovalo, aby se připojili ke své příslušné organizaci. Židům a lidem považovaným za politicky nespolehlivého bylo v práci v umění zabráněno a mnozí emigrovali. Knihy a skripty musely být před zveřejněním schváleny ministerstvem propagandy. Standardy se zhoršovaly, protože režim se snažil využívat kulturní odbytiště výhradně jako propagandistické médium.
V Německu se během třicátých let stal populární rozhlas; v roce 1939 přes 70 procent domácností vlastnilo přijímač, čili více než kterákoli jiná země. V červenci 1933 byly štáby rozhlasových stanic očištěny od levičáků a dalších osob považovaných za nežádoucí. Propaganda a projevy byly typickým rozhlasovým tarifem bezprostředně po uchopení moci, ale jak šel čas, Goebbels trval na tom, aby se hrálo více hudby, aby se posluchači kvůli zábavě neobraceli k zahraničním vysílacím společnostem.

### Cenzura

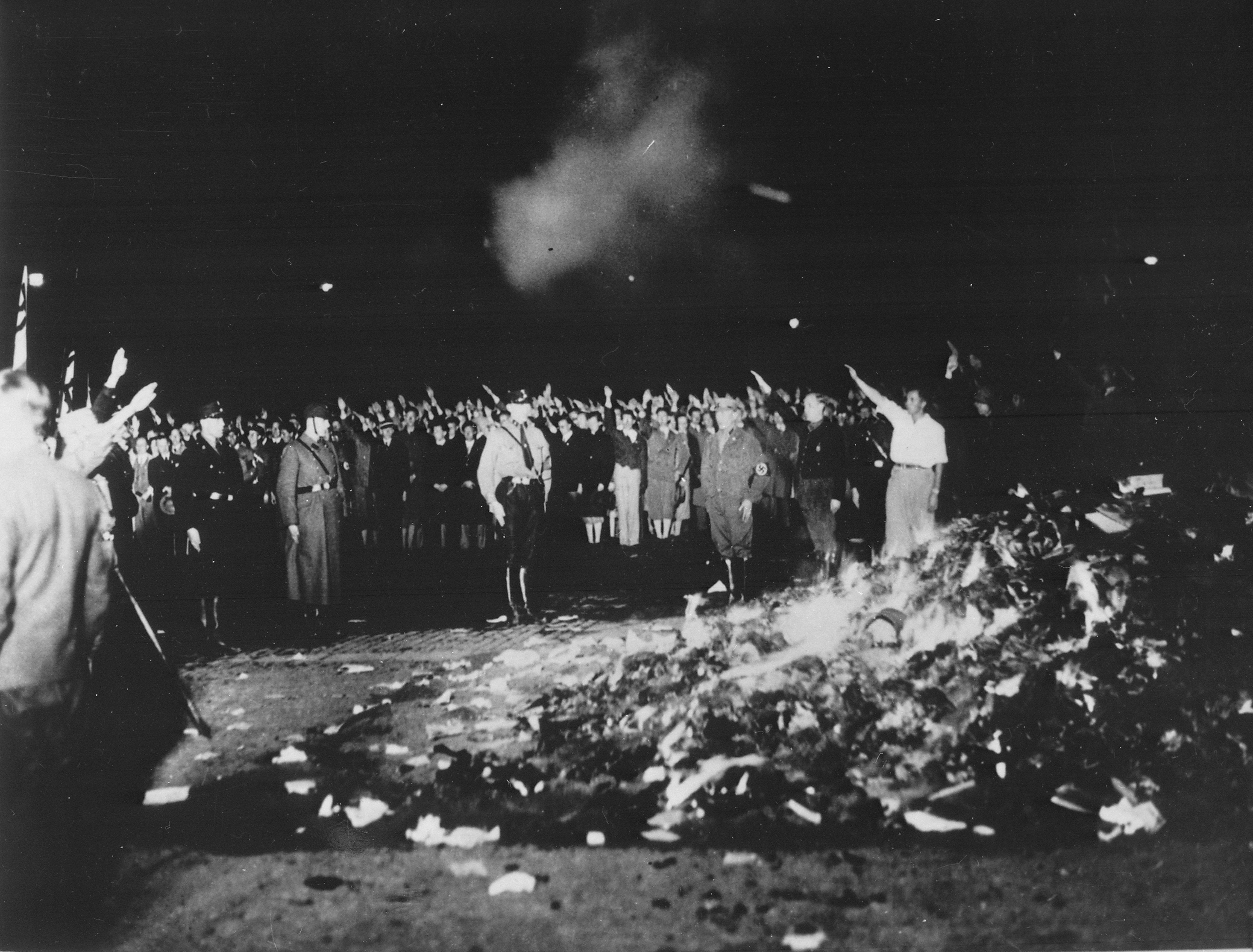
Nacistické pálení knih 10. května 1933 v Berlíně, páleny byly knihy židovských a levicových autorů

Noviny, stejně jako jiná média, byly kontrolovány státem; Říšská tisková komora zavřela nebo koupila noviny a nakladatelství. Do roku 1939 byly více než dvě třetiny novin a časopisů přímo vlastněny ministerstvem propagandy. Deník nacistické strany, Völkischer Beobachter („Lidový pozorovatel“), redigovaný Alfredem Rosenbergem, autorem knihy Mýtus 20. století o rasových teoriích zastávající severskou nadřazenost. Goebbels kontroloval tiskové agentury a trval na tom, aby všechny noviny v Německu zveřejňovaly pouze obsah příznivý pro režim. Pod jeho vedením vydalo ministerstvo propagandy každý týden dvě desítky směrnic o tom, jaké novinky by měly být zveřejněny a jaké úhly pohledu použít; noviny typicky pečlivě dodržovaly směrnice, zejména pokud jde o to, co je třeba vynechat. Počet čtenářů novin klesl, částečně kvůli snížené kvalitě obsahu a částečně kvůli nárůstu popularity rádia. Ke konci války se propaganda stala méně účinnou, protože lidé mohli získávat informace mimo oficiální kanály.
Autoři knih houfně ze země odcházeli a někteří v exilu psali kritické materiály na adresu režimu. Goebbels doporučil, aby se zbývající autoři soustředili na knihy zaměřené na germánské mýty a koncept krve a půdy. Do konce roku 1933 bylo nacistickým režimem zakázáno více než tisíc knih - většinou židovských autorů nebo obsahujících židovské postavy. Došlo na pálení knih nacisty; v noci 10. května 1933 se konalo devatenáct takových událostí. Desítky tisíc knih od desítek autorů včetně Alberta Einsteina, Sigmunda Freuda, Helen Kellerové, Alfreda Kerra, Marcela Prousta, Ericha Maria Remarquea, Uptona Sinclaira, Jakoba Wassermanna, H. G. Wellse a Émila Zoly byly veřejně spáleny. Cílem ničení byla díla pacifistů a literatura zastávající liberální a demokratické hodnoty, stejně jako všechny spisy podporující Výmarskou republiku nebo spisy od židovských autorů.

### Architektura a umění

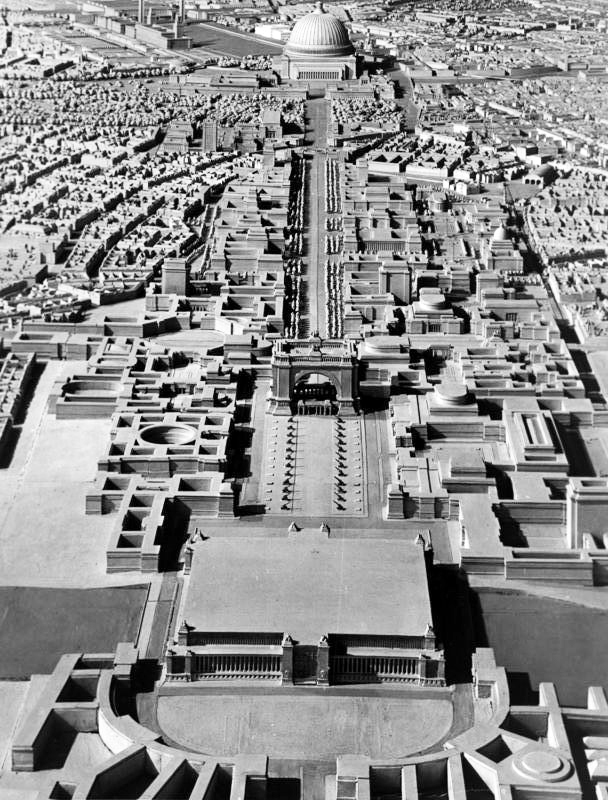
Plány Berlína si žádaly vybudování Volkshalle (Lidového sálu) a vítězného oblouku na koncích širokého bulváru.

Hitler se osobně zajímal o architekturu a úzce spolupracoval se státními architekty Paulem Troostem a Albertem Speerem k vytváření veřejných budov v neoklasicistním stylu založeném na římské architektuře. Speer zkonstruoval impozantní struktury jako areál sjezdů nacistické strany v Norimberku a novou budovu Říšského kancléřství v Berlíně. Hitlerovy plány na přestavbu Berlína zahrnovaly gigantickou kopuli založenou na římském Pantheonu a vítězný oblouk, který by byl více než dvojnásobný ve srovnání s tím pařížským. Žádná ze staveb nevznikla.
Hitlerova víra, že abstraktní, dadaistické, expresionistické a moderní umění je dekadentní, se stala základem politiky. Mnoho ředitelů muzeí umění přišlo v roce 1933 o místo a jejich místa zaplnili členové strany. Asi 6 500 moderních uměleckých děl bylo z muzeí odstraněno a nahrazeno pracemi vybranými nacistickou porotou. Do roku 1935 byly v šestnácti různých městech zahájeny výstavy zamítnutých děl pod názvy jako „Dekadence v umění“. Výstava zvrhlého umění, kterou organizoval Goebbels, probíhala od července do listopadu 1937 v Mnichově. Tato výstava se ukázala jako velmi populární a přitáhla pozornost více než dva miliony návštěvníků.
Skladatel Richard Strauss byl jmenován prezidentem Reichsmusikkammer (říšské hudební komory) při jejím založení v listopadu 1933. Jak tomu bylo u jiných uměleckých forem, nacisté ostrakizovali hudebníky, kteří byli považováni za rasově nepřijatelné a většinou nesouhlasili s příliš moderní nebo atonální hudbou. Jazz byl považován za obzvláště nevhodný a zahraniční jazzoví hudebníci opustili zemi nebo byli vyhoštěni. Hitler upřednostňoval hudbu Richarda Wagnera, zejména skladby založené na germánských mýtech a hrdinských příbězích, a od roku 1933 do roku 1942 se každoročně účastnil festivalu v Bayreuthu.

### Film

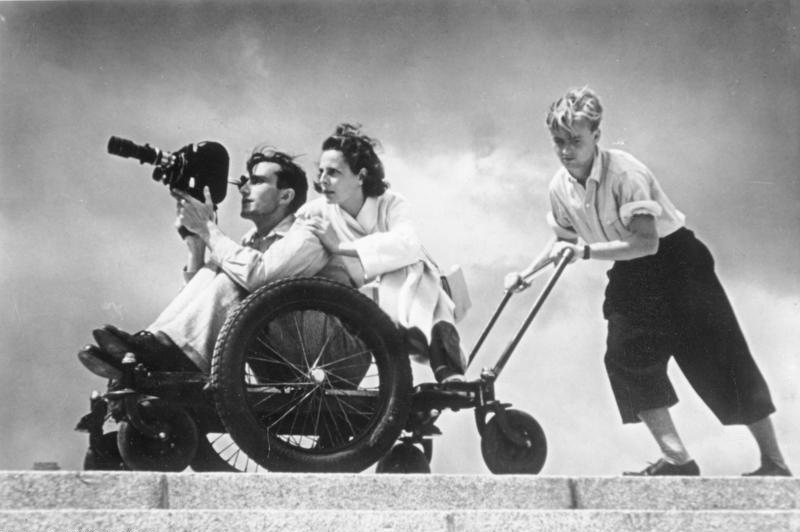
Leni Riefenstahlová (za kameramanem) na olympiádě v roce 1936

Filmy byly v Německu ve třicátých a čtyřicátých letech minulého století populární. V letech 1942, 1943 a 1944 byly vydány lístky pro více než miliardu lidí. Do roku 1934 německé předpisy omezující vývoz měn znemožňovaly americkým filmovým tvůrcům vrátit své zisky zpět do Ameriky, takže velká filmová studia své německé pobočky zavřela. Vývoz německých filmů klesl, protože jejich antisemitský obsah znemožňoval promítání v jiných zemích. Dvě největší filmové společnosti, Universum Film AG a Tobis, koupilo ministerstvo propagandy, které do roku 1939 produkovalo většinu německých filmů. Produkce nebyly vždy zjevně propagandistické, ale obecně měly politický podtext a sledovaly stranické linie týkající se témat a obsahu. Skripty byly předem cenzurovány.
Triumf vůle Leni Riefenstahlové (1935) - dokumentující norimberský sjezd v roce 1934 - a Olympia (1938) - o letních olympijských hrách v roce 1936 - propagovaly techniku pohybu a střihu kamery, které ovlivnily pozdější filmy. Byly použity nové techniky jako teleobjektivy a kamery na kolejnicích. Oba filmy zůstávají kontroverzní, protože jejich estetické přednosti jsou neoddělitelné od jejich propagace nacistických ideálů.